# Оленинский муниципальный округ
Оле́нинский муниципальный округ —  административно-территориальная единица и муниципальное образование (муниципальный округ) на юго-западе Тверской области России.
Административный центр — посёлок городского типа Оленино.
С 17 июня 1929 года до 29 декабря 2019 года имел статус района.
29 декабря 2019 года муниципальный район был упразднён, а все входившие в его состав городское и сельские поселения объединены в муниципальное образование Оленинский муниципальный округ, Оленинский район как административно-территориальная единица был преобразован в округ.
Расстояние от Оленина до Твери — 180 км, от Оленино до Москвы — 280 км.

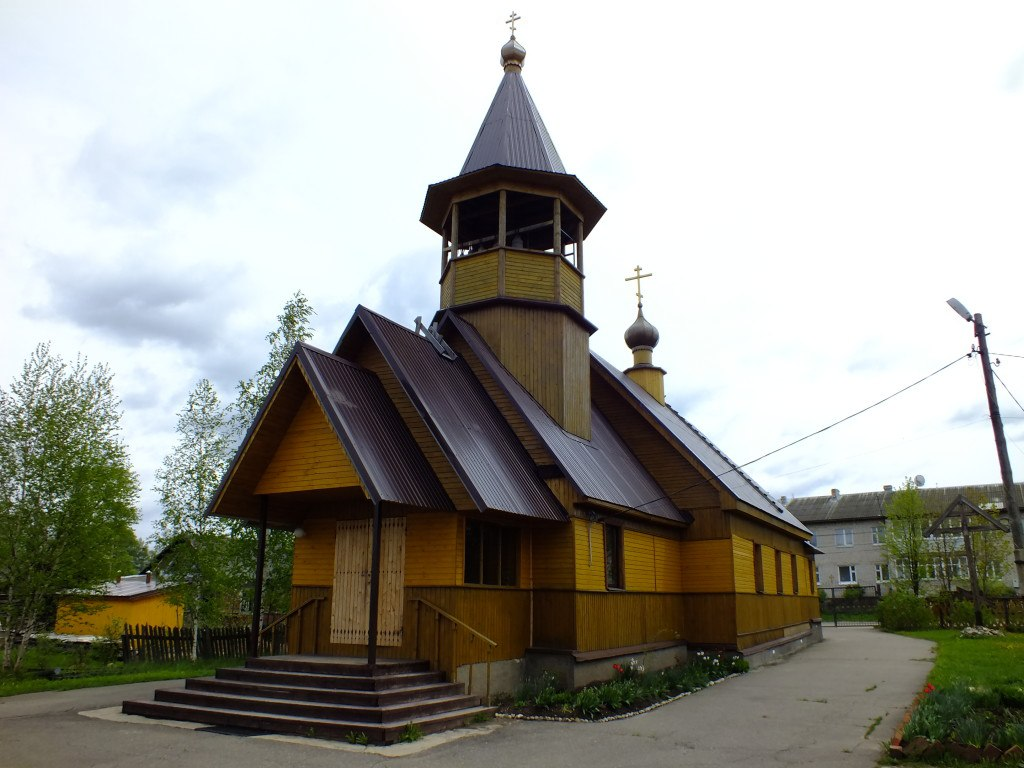
Храм Новомучеников и исповедников российских Оленино

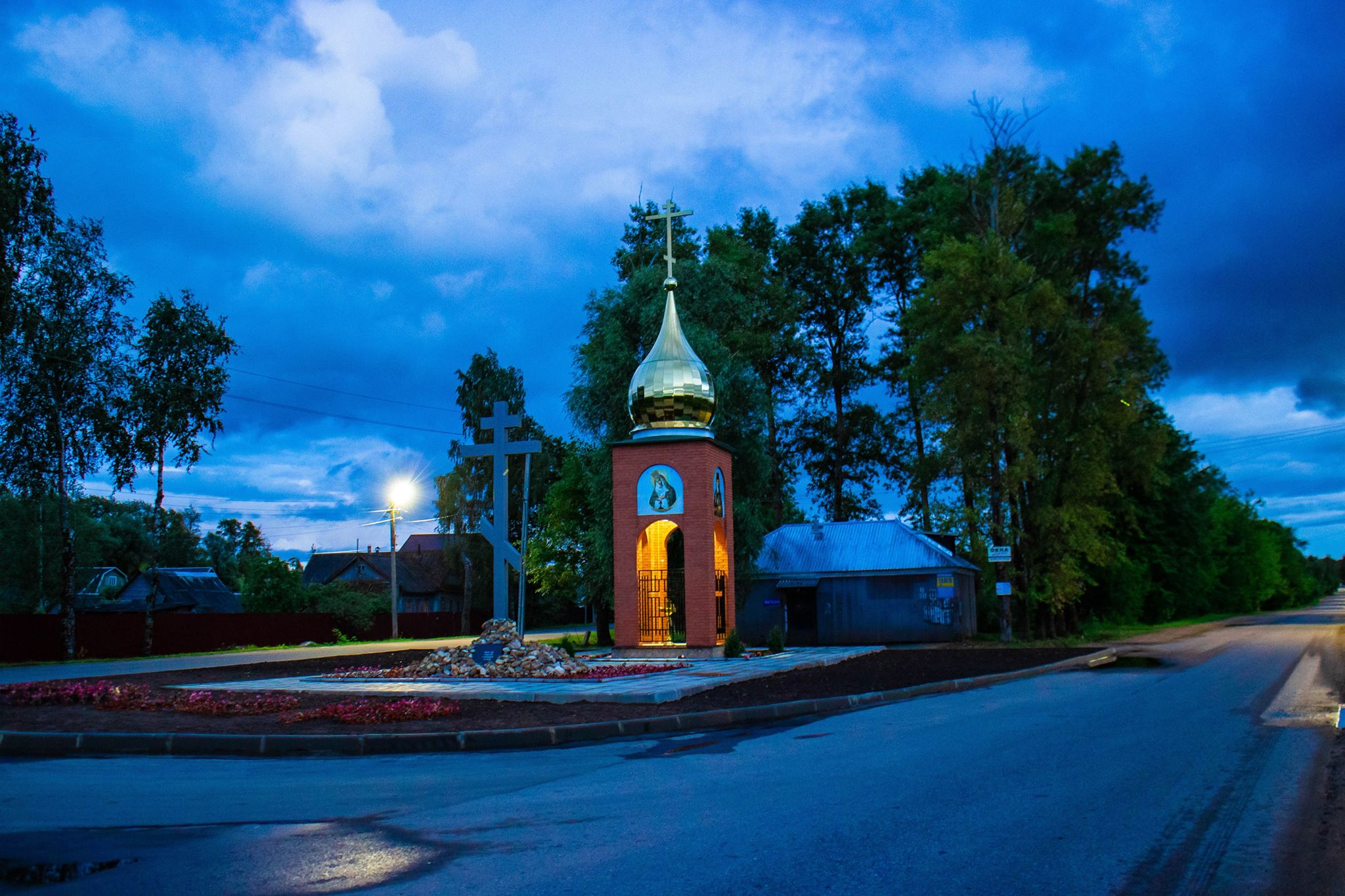
Оленино. Часовня Св. Георгия Победоносца. Построена в 2019 г.

Население — 11 784 чел.

## География
Район граничит со Смоленской областью (Сычевский район), Ржевским, Селижаровским, Нелидовским и Бельским районами Тверской области. Площадь 2675 км².
Район расположен на юго-западе области, находится на водоразделе трёх морей — Балтийского, Каспийского и Чёрного. Основные реки — Тудовка, Сишка, Осуга (бассейн Волги), Берёза, Лучеса, Обша (бассейн Западной Двины). У границы района в Смоленской области находится исток Днепра (7 км от д. Воробьи, в 4 км от границы района).
Около 60 % территории района покрыто лиственными и хвойными лесами с богатым животным миром — лось, кабан, глухарь, медведь.

## История
Во времена феодальной раздробленности оленинские земли находились на границе Ржевского княжества и Великого княжества Литовского. В 1477 впервые упоминается с. Спасенье (с 1607 — Молодой Туд). Край был сильно опустошен во время Ливонской войны и Смутного времени. Ввиду запустения Молодотудская и три других волости были переданы в дворцовое ведомство. В 1689 царь пожаловал большую часть земель боярину Б. П. Шереметьеву и князю В. П. Долгорукому, потомки которых владели ими до 1917. Много земли принадлежало также гр. Паниным, помещикам Олениным и Ромейко. В XIX-начале XX века территория района была разделена между Ржевским уездом Тверской губернии и Бельским уездом Смоленской губернии. В пореформенный период развивались льноводство и лесное хозяйство, промышленность носила кустарный характер. Широкое распространение получило отходничество. В 1900 стали открываться промышленные предприятия вокруг станции Оленино (Тверская область) (основана в 1898 при строительстве железной дороги Москва — Виндава) и селе Молодой Туд. В 1922 в составе Ржевского уезда создана укрупнённая Оленинская волость, а в 1929 — Оленинский район, входивший в Западную, а с 1935 — в Калининскую (с 1990 — Тверскую) область. Село Молодой Туд в 1936—1958 годах было центром Молодотудского района.
В годы Великой Отечественной войны Оленинский район 17 месяцев (октябрь 1941 — март 1943) был оккупирован немецко-фашистскими захватчиками. В немецком тылу активно действовали партизанские отряды. Широко известно имя героически погибшей партизанки Веры Поршневой в с. Молодой Туд.
В немецком тылу, в Оленинском районе и в районе посёлка Оленино активно действовал партизанский отряд им. Александра Невского (командир В. И. Попов, отряд состоял из воинов 907-го стрелкового полка 244-й дивизии 19-й армии, вышедших из окружения). В 1941 году группа партизан под командованием П. Н. Соболева обстреляла колонну немцев и захватила двухмоторный самолёт. Партизаны сняли с него пулемёты и рацию, а самолёт уничтожили. 24 января 1942 года по заданию командования 178-й стрелковой дивизии две группы отряда заняли оборону в населённых пунктах Гришино, Высокое и держали её в течение четырёх дней.
Кровопролитные бои шли у д. Холмец (февраль 1942), где сражались в составе 158 стрелковой дивизии ополченцы заводов «ЗИЛ», «Динамо», «Серп и Молот». Ныне в д. Холмец установлен мемориал на братском воинском захоронении. Оленинский район был освобожден 4 марта 1943 года. В годы войны 13 жителей района удостоены звания Героя Советского Союза. Их память увековечена на Аллее Героев в центре посёлка Оленино, рядом с воинским мемориалом в честь погибших земляков.
В годы войны немцы полностью уничтожили 147 оленинских деревень и 243 деревни Молодотудского района, в том числе село Молодой Туд.
На территории Оленинского района захоронены 9733 павших в боях воинов в 39 захоронениях.
В 1958 году упразднённый Молодотудский район вошёл в состав территории Оленинского (в том числе Молодой Туд), Селижаровского и Ржевского районов. В 1963 Оленинский район вошёл в Нелидовский, через год был восстановлен. В 1960—1970 гг. район интенсивно развивался. Был построен опытный леспромхоз-полигон вместе с «ведомственным» посёлком Мирный, большие вложения делались в развитие сельского хозяйства района.
29 декабря 2019 года муниципальный район был упразднён, а все входившие в его состав городское и сельские поселения объединены в муниципальное образование Оленинский муниципальный округ, Оленинский район как административно-территориальная единица был преобразован в округ.
13 сентября 2020 года состоялись выборы Думы Оленинского муниципального округа первого созыва. Убедительную победу на них одержала партия "Единая Россия", получившая 18 депутатских мандатов из 20. Первое заседание Думы состоялось 25 сентября 2020 года. 4 декабря 2020 года первым главой Оленинского муниципального округа был избран О.И. Дубов ("Единая Россия"), ранее занимавший должность главы Оленинского района.

## Население
| 1939    | 1959    | 1970    | 1979    | 1989    | 2002    | 2006    | 2009    | 2010    |
| ------- | ------- | ------- | ------- | ------- | ------- | ------- | ------- | ------- |
| 60 188  | ↘32 851 | ↘25 551 | ↘20 800 | ↘18 892 | ↘14 817 | ↘13 900 | ↘13 116 | ↘12 675 |
| 2011    | 2012    | 2013    | 2014    | 2015    | 2016    | 2017    | 2018    | 2019    |
| ↘12 611 | ↘12 539 | ↘12 432 | ↘12 273 | ↘12 204 | ↘12 016 | ↘11 814 | ↘11 546 | ↘11 258 |
| 2020    | 2021    |         |         |         |         |         |         |         |
| ↘11 123 | ↗11 784 |         |         |         |         |         |         |         |

### Урбанизация
В городских условиях (Оленино) проживают 39,92 % населения района.
Гендерный состав
По данным переписи 2002 года население составило 14 817 жителей (6 759 мужчин и 8 058 женщин).

### Национальный состав
По итогам переписи населения 2020 года проживали следующие национальности (национальности менее 0,1 % и другое, см. в сноске к строке «Другие»):
| Национальность | Численность, чел. | Доля     |
| -------------- | ----------------- | -------- |
| Русские        | 10 293            | 87,35 %  |
| Армяне         | 129               | 1,09 %   |
| Цыгане         | 60                | 0,51 %   |
| Таджики        | 46                | 0,39 %   |
| Украинцы       | 38                | 0,32 %   |
| Узбеки         | 34                | 0,29 %   |
| Киргизы        | 26                | 0,22 %   |
| Татары         | 23                | 0,20 %   |
| Другие         | 1135              | 9,63 %   |
| Итого          | 11 784            | 100,00 % |

## Административно-муниципальное устройство
В Оленинский район, с точки зрения административно-территориального устройства области, входили 7 поселений.
В Оленинский муниципальный район, с точки зрения муниципального устройства, с 1.01.2006 г. до 29.12.2019 г. входили 7 муниципальных образований, в том числе 1 городское поселение и 6 сельских поселений: Дума Оленинского муниципального округа 9.10.2020 г. приняла решение о создании с 1.01.2021 г. шести первичных территориальных образований (без статуса муниципального образования) - сельских территорий, границы и центры которых совпадают с ранее существовавшими шестью сельскими поселениями. Для организации решения вопросов местного самоуправления на сельских территориях, с 1.01.2021 г. создаются сельские территориальные управления, начальники которых назначаются на должность главой Оленинского муниципального округа.
| №        | Муниципальное образование        | Административный центр | Количество населённых пунктов | Население (чел.) | Площадь (км²) |
| -------- | -------------------------------- | ---------------------- | ----------------------------- | ---------------- | ------------- |
| 1e-06    | Городские поселения:             |                        |                               |                  |               |
| 1        | посёлок Оленино                  | пгт Оленино            | 4                             | ↘4700            | 15,42         |
| 1.000002 | Сельские поселения:              |                        |                               |                  |               |
| 2        | Глазковское сельское поселение   | деревня Глазки         | 64                            | ↘1153            | 308,50        |
| 3        | Гришинское сельское поселение    | деревня Гришино        | 52                            | ↘796             | 394,20        |
| 4        | Гусевское сельское поселение     | деревня Гусево         | 69                            | ↘956             | 839,60        |
| 5        | Молодотудское сельское поселение | село Молодой Туд       | 45                            | ↘781             | 312,50        |
| 6        | Мостовское сельское поселение    | посёлок Мирный         | 50                            | ↘2163            | 351,50        |
| 7        | Холмецкое сельское поселение     | деревня Холмец         | 55                            | ↘574             | 453,30        |

### Населённые пункты
В Оленинском районе 339 населённых пунктов
| №   | Населённый пункт        | Тип                     | Население | Муниципальное образование        |
| --- | ----------------------- | ----------------------- | --------- | -------------------------------- |
| 1   | Адринная                | деревня                 | 0         | Гришинское сельское поселение    |

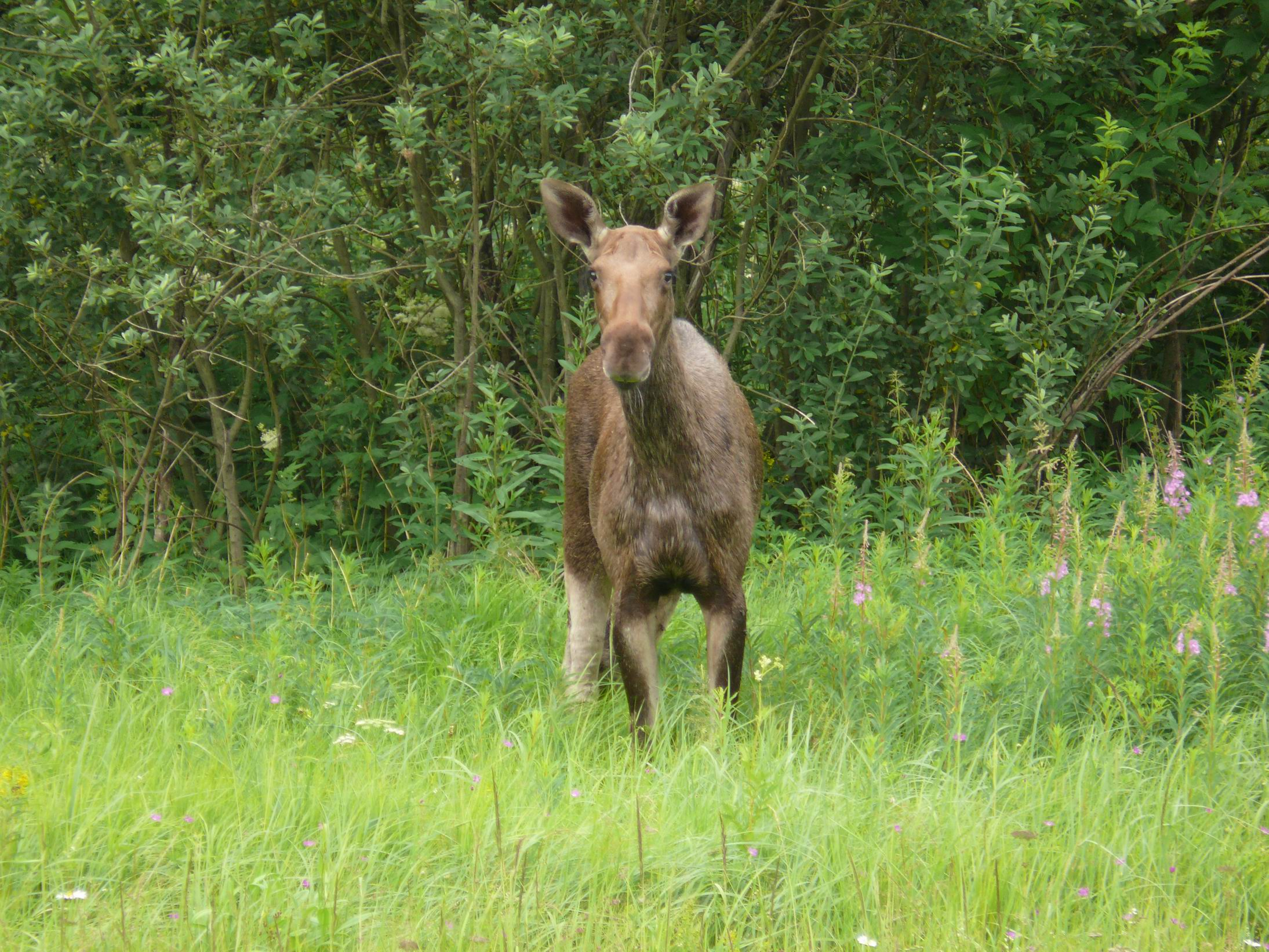
Любопытный лось в окрестностях Оленино

| 2   | Аканиково               | деревня                 | 5         | Гусевское сельское поселение     |
| 3   | Александровка           | деревня                 | 0         | Гусевское сельское поселение     |
| 4   | Александровка           | деревня                 | 1         | Гусевское сельское поселение     |
| 5   | Алферово                | деревня                 | 10        | Глазковское сельское поселение   |
| 6   | Артеменки               | деревня                 | 1         | Мостовское сельское поселение    |
| 7   | Бардуки                 | деревня                 | 0         | Глазковское сельское поселение   |
| 8   | Безобразово             | деревня                 | 0         | Холмецкое сельское поселение     |
| 9   | Беликово                | деревня                 | 0         | Мостовское сельское поселение    |
| 10  | Белоусово               | деревня                 | 0         | Гришинское сельское поселение    |
| 11  | Береза                  | деревня                 | 12        | Мостовское сельское поселение    |
| 12  | Берёзка                 | деревня                 | 9         | Молодотудское сельское поселение |
| 13  | Березоваха              | деревня                 | 0         | Глазковское сельское поселение   |
| 14  | Бобровка                | деревня                 | ↘258      | Глазковское сельское поселение   |
| 15  | Боброво                 | деревня                 | 15        | Глазковское сельское поселение   |
| 16  | Бобыльщина              | деревня                 | 0         | Гришинское сельское поселение    |
| 17  | Богрова Дача            | деревня                 | 1         | Гришинское сельское поселение    |
| 18  | Болховка                | деревня                 | 0         | Молодотудское сельское поселение |
| 19  | Большая Каденка         | деревня                 | ↘235      | Холмецкое сельское поселение     |
| 20  | Большая Кобыльщина      | деревня                 | 5         | Гусевское сельское поселение     |
| 21  | Большая Малявня         | деревня                 | 1         | Гусевское сельское поселение     |
| 22  | Большая Полденка        | деревня                 | 22        | Гришинское сельское поселение    |
| 23  | Большая Слотня          | деревня                 | 7         | Холмецкое сельское поселение     |
| 24  | Большие Барсуки         | деревня                 | 1         | Гришинское сельское поселение    |
| 25  | Большие Бредники        | деревня                 | 28        | Молодотудское сельское поселение |
| 26  | Большое Уфалово         | деревня                 | 0         | Гусевское сельское поселение     |
| 27  | Борки                   | деревня                 | 15        | Гришинское сельское поселение    |
| 28  | Бортники                | деревня                 | 5         | Молодотудское сельское поселение |
| 29  | Борыгино                | деревня                 | 0         | Холмецкое сельское поселение     |
| 30  | Бочково                 | деревня                 | 9         | Молодотудское сельское поселение |
| 31  | Боярщина                | деревня                 | 1         | Гришинское сельское поселение    |
| 32  | Бредоваха               | деревня                 | 13        | Гришинское сельское поселение    |
| 33  | Брюханово               | деревня                 | 0         | Молодотудское сельское поселение |
| 34  | Буглимы                 | деревня                 | 0         | Гусевское сельское поселение     |
| 35  | Буренки                 | деревня                 | 0         | Гусевское сельское поселение     |
| 36  | Бурцево                 | деревня                 | ↘13       | Молодотудское сельское поселение |
| 37  | Буцкино                 | деревня                 | 0         | Мостовское сельское поселение    |
| 38  | Быстрики                | деревня                 | 0         | Гришинское сельское поселение    |
| 39  | Васильки                | деревня                 | 0         | Гришинское сельское поселение    |
| 40  | Васильки                | деревня                 | 0         | Холмецкое сельское поселение     |
| 41  | Васьково                | деревня                 | 7         | Гусевское сельское поселение     |
| 42  | Ваталино                | деревня                 | 0         | Глазковское сельское поселение   |
| 43  | Виловашки               | деревня                 | 0         | Глазковское сельское поселение   |
| 44  | Волково                 | деревня                 | 0         | Глазковское сельское поселение   |
| 45  | Волково                 | деревня                 | 7         | Гусевское сельское поселение     |
| 46  | Волково                 | деревня                 | 10        | Молодотудское сельское поселение |
| 47  | Волково                 | деревня                 | 11        | Холмецкое сельское поселение     |
| 48  | Волово                  | деревня                 | 0         | Глазковское сельское поселение   |
| 49  | Воробьи                 | деревня                 | 0         | Гусевское сельское поселение     |
| 50  | Воронино                | деревня                 | ↘96       | Гришинское сельское поселение    |
| 51  | Воротьково              | деревня                 | 218       | Гусевское сельское поселение     |
| 52  | Высокое                 | деревня                 | ↘796      | Гришинское сельское поселение    |
| 53  | Высокое                 | деревня                 | 0         | Гусевское сельское поселение     |
| 54  | Высокое                 | деревня                 | 1         | Мостовское сельское поселение    |
| 55  | Вязоваха                | деревня                 | 1         | Глазковское сельское поселение   |
| 56  | Гавричка                | деревня                 | 0         | Гусевское сельское поселение     |
| 57  | Гарь                    | деревня                 | 0         | Гусевское сельское поселение     |
| 58  | Глазки                  | деревня                 | ↘320      | Глазковское сельское поселение   |
| 59  | Глазуново               | деревня                 | 12        | Мостовское сельское поселение    |
| 60  | Глинище                 | деревня                 | 1         | Гусевское сельское поселение     |
| 61  | Глиновка                | деревня                 | 1         | Глазковское сельское поселение   |
| 62  | Глыздино                | деревня                 | 11        | Молодотудское сельское поселение |
| 63  | Гончаровка              | деревня                 | 0         | Гришинское сельское поселение    |
| 64  | Гончарово               | деревня                 | 1         | Холмецкое сельское поселение     |
| 65  | Горбуны                 | деревня                 | 0         | Глазковское сельское поселение   |
| 66  | Городок                 | деревня                 | 78        | Гусевское сельское поселение     |
| 67  | Грива                   | деревня                 | 1         | Холмецкое сельское поселение     |
| 68  | Гришино                 | деревня                 | ↘125      | Гришинское сельское поселение    |
| 69  | Гришино                 | деревня                 | 1         | Мостовское сельское поселение    |
| 70  | Громовка                | деревня                 | 0         | Глазковское сельское поселение   |
| 71  | Гусево                  | деревня                 | ↘203      | Гусевское сельское поселение     |
| 72  | Двойни                  | деревня                 | 0         | Глазковское сельское поселение   |
| 73  | Добрынино               | деревня                 | 0         | Мостовское сельское поселение    |
| 74  | Долгиновка              | деревня                 | 1         | Глазковское сельское поселение   |
| 75  | Дорожно-Ремонтный Пункт | населённый пункт        | 32        | посёлок Оленино                  |
| 76  | Дружная                 | деревня                 | 6         | Мостовское сельское поселение    |
| 77  | Дубовик                 | деревня                 | 1         | Молодотудское сельское поселение |
| 78  | Дубровка                | деревня                 | 39        | Мостовское сельское поселение    |
| 79  | Екимово                 | деревня                 | 0         | Глазковское сельское поселение   |
| 80  | Елизарово               | деревня                 | 0         | Гусевское сельское поселение     |
| 81  | Елизарово-2             | деревня                 | 0         | Гусевское сельское поселение     |
| 82  | Жерносеково             | деревня                 | 8         | Гусевское сельское поселение     |
| 83  | Жуково                  | деревня                 | 0         | Глазковское сельское поселение   |
| 84  | Журавы                  | деревня                 | 0         | Гришинское сельское поселение    |
| 85  | Заборино                | деревня                 | 0         | Гришинское сельское поселение    |
| 86  | Заброды                 | деревня                 | 0         | Гришинское сельское поселение    |
| 87  | Завидово                | деревня                 | ↘121      | Гришинское сельское поселение    |
| 88  | Загвоздье               | деревня                 | 0         | Холмецкое сельское поселение     |
| 89  | Заднево                 | деревня                 | ↘0        | Глазковское сельское поселение   |
| 90  | Зайцево                 | деревня                 | 0         | Молодотудское сельское поселение |
| 91  | Замошица                | деревня                 | 0         | Гришинское сельское поселение    |
| 92  | Замошица                | деревня                 | 0         | Мостовское сельское поселение    |
| 93  | Замошье                 | деревня                 | ↘7        | Холмецкое сельское поселение     |
| 94  | Зелёное                 | деревня                 | 0         | Гусевское сельское поселение     |
| 95  | Зехино                  | деревня                 | 0         | Гусевское сельское поселение     |
| 96  | Знаменское              | село                    | 89        | Мостовское сельское поселение    |
| 97  | Зобово                  | деревня                 | 0         | Молодотудское сельское поселение |
| 98  | Зорино                  | деревня                 | 6         | Мостовское сельское поселение    |
| 99  | Зубовка                 | деревня                 | 0         | Гришинское сельское поселение    |
| 100 | Зуево                   | деревня                 | 0         | Молодотудское сельское поселение |
| 101 | Иванищево               | деревня                 | 0         | Молодотудское сельское поселение |
| 102 | Ивановка                | деревня                 | 0         | Гришинское сельское поселение    |
| 103 | Иванченки               | деревня                 | 0         | Гусевское сельское поселение     |
| 104 | Ильенки                 | деревня                 | ↘114      | Холмецкое сельское поселение     |
| 105 | Ильмановка              | железнодорожный разъезд | 5         | Мостовское сельское поселение    |
| 106 | Ильманово               | деревня                 | 0         | Гусевское сельское поселение     |
| 107 | Искрино                 | деревня                 | 10        | Гусевское сельское поселение     |
| 108 | Истопки                 | деревня                 | 0         | Холмецкое сельское поселение     |
| 109 | Иструбы                 | деревня                 | 0         | Гусевское сельское поселение     |
| 110 | Казаково                | деревня                 | 0         | Гусевское сельское поселение     |
| 111 | Казаково                | деревня                 | 0         | Молодотудское сельское поселение |
| 112 | Калинино                | деревня                 | 0         | Молодотудское сельское поселение |
| 113 | Каменка                 | деревня                 | 0         | Гусевское сельское поселение     |
| 114 | Каменка                 | деревня                 | 0         | Холмецкое сельское поселение     |
| 115 | Каменца                 | деревня                 | 0         | Глазковское сельское поселение   |
| 116 | Каменцы                 | деревня                 | 0         | Глазковское сельское поселение   |
| 117 | Канашкино               | деревня                 | 1         | Гришинское сельское поселение    |
| 118 | Карелино                | деревня                 | 7         | Гришинское сельское поселение    |
| 119 | Карелка                 | деревня                 | 6         | Мостовское сельское поселение    |
| 120 | Карзаново               | деревня                 | 9         | Холмецкое сельское поселение     |
| 121 | Кашино                  | деревня                 | ↘11       | Глазковское сельское поселение   |
| 122 | Киселево                | деревня                 | 0         | Молодотудское сельское поселение |
| 123 | Климовка                | деревня                 | 12        | Глазковское сельское поселение   |
| 124 | Ключевня                | деревня                 | 1         | Холмецкое сельское поселение     |
| 125 | Княжое                  | деревня                 | 0         | Мостовское сельское поселение    |
| 126 | Ковалево                | деревня                 | 0         | Холмецкое сельское поселение     |
| 127 | Кожухово                | деревня                 | →0        | Холмецкое сельское поселение     |
| 128 | Козинка                 | посёлок                 | 12        | посёлок Оленино                  |
| 129 | Козино                  | деревня                 | 6         | Глазковское сельское поселение   |
| 130 | Козино                  | деревня                 | 5         | Мостовское сельское поселение    |
| 131 | Козлы                   | деревня                 | ↗225      | Мостовское сельское поселение    |
| 132 | Колесниково             | деревня                 | 5         | Гусевское сельское поселение     |
| 133 | Комиссарово             | деревня                 | 69        | Гришинское сельское поселение    |
| 134 | Коротни                 | деревня                 | 1         | Гусевское сельское поселение     |
| 135 | Коршуны                 | деревня                 | 1         | Молодотудское сельское поселение |
| 136 | Кости                   | деревня                 | 0         | Холмецкое сельское поселение     |
| 137 | Кострица                | деревня                 | 0         | Гусевское сельское поселение     |
| 138 | Кострово                | деревня                 | 1         | Мостовское сельское поселение    |
| 139 | Кострово                | деревня                 | 0         | Холмецкое сельское поселение     |
| 140 | Косые                   | деревня                 | 1         | Гришинское сельское поселение    |
| 141 | Кулаковка               | деревня                 | 1         | Гришинское сельское поселение    |
| 142 | Кулаковка               | деревня                 | 0         | Гришинское сельское поселение    |
| 143 | Курчевские              | деревня                 | 0         | Глазковское сельское поселение   |
| 144 | Курьяновка              | деревня                 | 0         | Холмецкое сельское поселение     |
| 145 | Кушкино                 | деревня                 | 6         | Мостовское сельское поселение    |
| 146 | Лаврово                 | деревня                 | 1         | Гришинское сельское поселение    |
| 147 | Ладыгино                | деревня                 | 50        | Глазковское сельское поселение   |
| 148 | Лазукино                | деревня                 | 8         | Гусевское сельское поселение     |
| 149 | Лапичино                | деревня                 | 6         | Глазковское сельское поселение   |
| 150 | Лежакино                | деревня                 | 0         | Мостовское сельское поселение    |
| 151 | Лезвино                 | деревня                 | ↘10       | Глазковское сельское поселение   |
| 152 | Леонова Гора            | деревня                 | 10        | Мостовское сельское поселение    |
| 153 | Леонтьево               | деревня                 | 1         | Глазковское сельское поселение   |
| 154 | Лески                   | деревня                 | 0         | Гусевское сельское поселение     |
| 155 | Лесниково               | деревня                 | ↘1        | Холмецкое сельское поселение     |
| 156 | Лилюгино                | деревня                 | 10        | Глазковское сельское поселение   |
| 157 | Линея                   | деревня                 | 14        | Глазковское сельское поселение   |
| 158 | Линьково                | деревня                 | 8         | Молодотудское сельское поселение |
| 159 | Лисино                  | деревня                 | 1         | Глазковское сельское поселение   |
| 160 | Лисино                  | деревня                 | 0         | Молодотудское сельское поселение |
| 161 | Лисово                  | деревня                 | 0         | Гусевское сельское поселение     |
| 162 | Лобазово                | деревня                 | 1         | Гусевское сельское поселение     |
| 163 | Луни                    | деревня                 | 14        | Мостовское сельское поселение    |
| 164 | Лущихино                | деревня                 | 1         | Гусевское сельское поселение     |
| 165 | Лысята                  | деревня                 | 0         | Холмецкое сельское поселение     |
| 166 | Лытница                 | деревня                 | 95        | посёлок Оленино                  |
| 167 | Лычево                  | деревня                 | 0         | Гусевское сельское поселение     |
| 168 | Любино                  | деревня                 | 0         | Глазковское сельское поселение   |
| 169 | Майково                 | деревня                 | 0         | Мостовское сельское поселение    |
| 170 | Макарово                | деревня                 | 0         | Гусевское сельское поселение     |
| 171 | Макарово                | деревня                 | 0         | Холмецкое сельское поселение     |
| 172 | Малая Кобыльщина        | деревня                 | 1         | Гусевское сельское поселение     |
| 173 | Малая Малявня           | деревня                 | 0         | Гусевское сельское поселение     |
| 174 | Малая Полденка          | деревня                 | 1         | Гришинское сельское поселение    |
| 175 | Малая Слотня            | деревня                 | 0         | Холмецкое сельское поселение     |
| 176 | Малое Уфалово           | деревня                 | 0         | Гусевское сельское поселение     |
| 177 | Малые Бредники          | деревня                 | 1         | Молодотудское сельское поселение |
| 178 | Мармузы                 | деревня                 | 0         | Молодотудское сельское поселение |
| 179 | Маслаково               | деревня                 | ↘283      | Мостовское сельское поселение    |
| 180 | Махерово                | деревня                 | 1         | Глазковское сельское поселение   |
| 181 | Махерово                | железнодорожный разъезд | 0         | Глазковское сельское поселение   |
| 182 | Машутино                | деревня                 | 0         | Холмецкое сельское поселение     |
| 183 | Медведица               | деревня                 | 0         | Гришинское сельское поселение    |
| 184 | Меженинка               | деревня                 | 55        | Мостовское сельское поселение    |
| 185 | Мешково                 | деревня                 | 5         | Глазковское сельское поселение   |
| 186 | Минино                  | деревня                 | 0         | Гусевское сельское поселение     |
| 187 | Минькино                | деревня                 | 0         | Холмецкое сельское поселение     |
| 188 | Мирный                  | посёлок                 | ↘1298     | Мостовское сельское поселение    |
| 189 | Михалкино               | деревня                 | 2         | Мостовское сельское поселение    |
| 190 | Мишуково                | деревня                 | 0         | Молодотудское сельское поселение |
| 191 | Можайка                 | деревня                 | 15        | Мостовское сельское поселение    |
| 192 | Молодой Туд             | село                    | ↘736      | Молодотудское сельское поселение |
| 193 | Морозово                | деревня                 | 8         | Глазковское сельское поселение   |
| 194 | Морщиково               | деревня                 | 0         | Молодотудское сельское поселение |
| 195 | Морщиково               | деревня                 | 0         | Холмецкое сельское поселение     |
| 196 | Московка                | деревня                 | 7         | Мостовское сельское поселение    |
| 197 | Мостище                 | деревня                 | 0         | Холмецкое сельское поселение     |
| 198 | Мостовая                | посёлок                 | ↘143      | Мостовское сельское поселение    |
| 199 | Моторино                | деревня                 | 0         | Холмецкое сельское поселение     |
| 200 | Мотькино                | деревня                 | 1         | Гусевское сельское поселение     |
| 201 | Мясница                 | деревня                 | 34        | Глазковское сельское поселение   |
| 202 | Назарово                | деревня                 | 1         | Глазковское сельское поселение   |
| 203 | Нивы                    | деревня                 | 0         | Гусевское сельское поселение     |
| 204 | Никитино                | деревня                 | 98        | Мостовское сельское поселение    |
| 205 | Никулино                | деревня                 | ↘203      | Глазковское сельское поселение   |
| 206 | Новая                   | деревня                 | 10        | Мостовское сельское поселение    |
| 207 | Новая                   | деревня                 | 1         | Мостовское сельское поселение    |
| 208 | Новая                   | деревня                 | 8         | Гришинское сельское поселение    |
| 209 | Новинка                 | деревня                 | 5         | Гусевское сельское поселение     |
| 210 | Новоселки               | деревня                 | 0         | Гришинское сельское поселение    |
| 211 | Оболонная               | деревня                 | 1         | Молодотудское сельское поселение |
| 212 | Овинцы                  | деревня                 | 0         | Мостовское сельское поселение    |
| 213 | Овинцы                  | деревня                 | 0         | Холмецкое сельское поселение     |
| 214 | Овчинки                 | деревня                 | 0         | Глазковское сельское поселение   |
| 215 | Оленино                 | пгт                     | ↗4704     | посёлок Оленино                  |
| 216 | Оселки                  | деревня                 | 1         | Холмецкое сельское поселение     |
| 217 | Отрадное                | деревня                 | ↘115      | Молодотудское сельское поселение |
| 218 | Падарки                 | деревня                 | 1         | Гришинское сельское поселение    |
| 219 | Палаткино               | деревня                 | 6         | Молодотудское сельское поселение |
| 220 | Парфеново               | деревня                 | 1         | Гусевское сельское поселение     |
| 221 | Пасино                  | деревня                 | 1         | Гусевское сельское поселение     |
| 222 | Пашкино                 | деревня                 | 39        | Мостовское сельское поселение    |
| 223 | Пенский                 | посёлок                 | 12        | Гришинское сельское поселение    |
| 224 | Пепелово                | деревня                 | 0         | Холмецкое сельское поселение     |
| 225 | Первомайский            | посёлок                 | 0         | Глазковское сельское поселение   |
| 226 | Петрово                 | деревня                 | 0         | Гусевское сельское поселение     |
| 227 | Пласкуша                | деревня                 | 0         | Холмецкое сельское поселение     |
| 228 | Плеханово               | деревня                 | 0         | Молодотудское сельское поселение |
| 229 | Плотки                  | деревня                 | 1         | Гришинское сельское поселение    |
| 230 | Плугино                 | деревня                 | 0         | Молодотудское сельское поселение |
| 231 | Подорваново             | деревня                 | 1         | Гусевское сельское поселение     |
| 232 | Подосинки               | деревня                 | 0         | Мостовское сельское поселение    |
| 233 | Поздняки                | деревня                 | 1         | Гусевское сельское поселение     |
| 234 | Покров                  | деревня                 | 1         | Гусевское сельское поселение     |
| 235 | Полтино                 | деревня                 | 24        | Глазковское сельское поселение   |
| 236 | Полторино               | деревня                 | 0         | Мостовское сельское поселение    |
| 237 | Появилово               | деревня                 | 0         | Молодотудское сельское поселение |
| 238 | Привалье                | деревня                 | 1         | Молодотудское сельское поселение |
| 239 | Приездово               | деревня                 | 1         | Молодотудское сельское поселение |
| 240 | Пробойка                | деревня                 | 1         | Холмецкое сельское поселение     |
| 241 | Пустошка                | деревня                 | 0         | Мостовское сельское поселение    |
| 242 | Пустошка                | деревня                 | 13        | Мостовское сельское поселение    |
| 243 | Пустошка                | деревня                 | 0         | Глазковское сельское поселение   |
| 244 | Пустошка                | деревня                 | 12        | Гришинское сельское поселение    |
| 245 | Пустошка                | деревня                 | 0         | Холмецкое сельское поселение     |
| 246 | Пустынька               | деревня                 | 0         | Гришинское сельское поселение    |
| 247 | Пустынька               | деревня                 | 0         | Гусевское сельское поселение     |
| 248 | Пыжи                    | деревня                 | 0         | Холмецкое сельское поселение     |
| 249 | Рассказово              | деревня                 | 1         | Холмецкое сельское поселение     |
| 250 | Ребры                   | деревня                 | 0         | Холмецкое сельское поселение     |
| 251 | Ревоты                  | деревня                 | 0         | Глазковское сельское поселение   |
| 252 | Редькино                | деревня                 | 5         | Холмецкое сельское поселение     |
| 253 | Репище                  | деревня                 | 0         | Холмецкое сельское поселение     |
| 254 | Рогалево                | деревня                 | ↘8        | Мостовское сельское поселение    |
| 255 | Рогово                  | деревня                 | 18        | Мостовское сельское поселение    |
| 256 | Ройкино                 | деревня                 | 12        | Глазковское сельское поселение   |
| 257 | Романово                | деревня                 | 0         | Гусевское сельское поселение     |
| 258 | Ручьеваха               | деревня                 | 0         | Холмецкое сельское поселение     |
| 259 | Рыжаевка                | деревня                 | 0         | Глазковское сельское поселение   |
| 260 | Савицкие                | деревня                 | 0         | Гусевское сельское поселение     |
| 261 | Сады                    | деревня                 | 53        | Глазковское сельское поселение   |
| 262 | Сазоново                | деревня                 | 0         | Холмецкое сельское поселение     |
| 263 | Сальники                | деревня                 | 0         | Глазковское сельское поселение   |
| 264 | Саниково                | деревня                 | 13        | Гусевское сельское поселение     |
| 265 | Сахарово                | деревня                 | 0         | Гришинское сельское поселение    |
| 266 | Свисталово              | деревня                 | 1         | Холмецкое сельское поселение     |
| 267 | Селишня                 | деревня                 | 6         | Гришинское сельское поселение    |
| 268 | Селишня                 | деревня                 | ↘0        | Холмецкое сельское поселение     |
| 269 | Семирня                 | деревня                 | 7         | Холмецкое сельское поселение     |
| 270 | Сидоркино               | деревня                 | 0         | Гусевское сельское поселение     |
| 271 | Сидорово                | деревня                 | 53        | Гришинское сельское поселение    |
| 272 | Слуки                   | деревня                 | 0         | Гришинское сельское поселение    |
| 273 | Соболево                | деревня                 | 8         | Глазковское сельское поселение   |
| 274 | Солнечное               | деревня                 | 14        | Молодотудское сельское поселение |
| 275 | Сонинка                 | деревня                 | 1         | Молодотудское сельское поселение |
| 276 | Сосновый Бор            | деревня                 | 0         | Гусевское сельское поселение     |
| 277 | Спас-Береза             | деревня                 | ↘1        | Гришинское сельское поселение    |
| 278 | Станки                  | деревня                 | 16        | Молодотудское сельское поселение |
| 279 | Староселье              | деревня                 | 9         | Гусевское сельское поселение     |
| 280 | Стогоново               | деревня                 | 0         | Молодотудское сельское поселение |
| 281 | Столбоваха              | деревня                 | 0         | Гришинское сельское поселение    |
| 282 | Ступенка                | деревня                 | 0         | Глазковское сельское поселение   |
| 283 | Суково                  | деревня                 | 1         | Глазковское сельское поселение   |
| 284 | Суханово                | деревня                 | 5         | Мостовское сельское поселение    |
| 285 | Талица                  | деревня                 | 28        | Гришинское сельское поселение    |
| 286 | Тарасово                | деревня                 | 1         | Глазковское сельское поселение   |
| 287 | Тарусы                  | деревня                 | 0         | Холмецкое сельское поселение     |
| 288 | Тархово                 | деревня                 | 220       | Гусевское сельское поселение     |
| 289 | Татаринское Лесничество | населённый пункт        | 0         | Гришинское сельское поселение    |
| 290 | Татево                  | село                    | ↘277      | Гусевское сельское поселение     |
| 291 | Татищево                | деревня                 | 1         | Холмецкое сельское поселение     |
| 292 | Татьево                 | деревня                 | 11        | Гусевское сельское поселение     |
| 293 | Татьянино               | деревня                 | 0         | Молодотудское сельское поселение |
| 294 | Тер-Гора                | деревня                 | 0         | Холмецкое сельское поселение     |
| 295 | Тереховка               | деревня                 | ↘1        | Гришинское сельское поселение    |
| 296 | Тереховка               | деревня                 | 0         | Гусевское сельское поселение     |
| 297 | Тимохово                | деревня                 | 0         | Глазковское сельское поселение   |
| 298 | Тислино                 | деревня                 | 0         | Холмецкое сельское поселение     |
| 299 | Тишнево                 | деревня                 | 1         | Холмецкое сельское поселение     |
| 300 | Толкачевка              | деревня                 | 5         | Молодотудское сельское поселение |
| 301 | Толокново               | деревня                 | 129       | Глазковское сельское поселение   |
| 302 | Толстиково              | деревня                 | 0         | Глазковское сельское поселение   |
| 303 | Толстые                 | деревня                 | 1         | Гусевское сельское поселение     |
| 304 | Трамбицкие              | деревня                 | 0         | Мостовское сельское поселение    |
| 305 | Требески                | деревня                 | 73        | Мостовское сельское поселение    |
| 306 | Трепацкое               | деревня                 | 6         | Гусевское сельское поселение     |
| 307 | Трунаево                | деревня                 | 0         | Молодотудское сельское поселение |
| 308 | Тушино                  | деревня                 | 0         | Глазковское сельское поселение   |
| 309 | Улейки                  | деревня                 | →0        | Глазковское сельское поселение   |
| 310 | Упыри                   | деревня                 | 14        | Глазковское сельское поселение   |
| 311 | Урдом                   | деревня                 | →0        | Молодотудское сельское поселение |
| 312 | Фролово                 | деревня                 | 0         | Молодотудское сельское поселение |
| 313 | Хаванское               | деревня                 | 0         | Молодотудское сельское поселение |
| 314 | Халютино                | деревня                 | 1         | Гусевское сельское поселение     |
| 315 | Хлебники                | деревня                 | 5         | Глазковское сельское поселение   |
| 316 | Хлебники                | деревня                 | ↘61       | Гришинское сельское поселение    |
| 317 | Хмелевка                | деревня                 | 0         | Молодотудское сельское поселение |
| 318 | Хмелевка                | деревня                 | 0         | Холмецкое сельское поселение     |
| 319 | Холм                    | деревня                 | 1         | Гришинское сельское поселение    |
| 320 | Холмец                  | деревня                 | ↘270      | Холмецкое сельское поселение     |
| 321 | Холмина                 | деревня                 | 163       | Гришинское сельское поселение    |
| 322 | Цыганы                  | деревня                 | 1         | Мостовское сельское поселение    |
| 323 | Черёмушки               | посёлок                 | 131       | Глазковское сельское поселение   |
| 324 | Черносы                 | деревня                 | 1         | Мостовское сельское поселение    |
| 325 | Шадовка                 | деревня                 | 0         | Молодотудское сельское поселение |
| 326 | Шалаевка                | деревня                 | 14        | Мостовское сельское поселение    |
| 327 | Шарки                   | деревня                 | 8         | Гусевское сельское поселение     |
| 328 | Шарки                   | деревня                 | 0         | Холмецкое сельское поселение     |
| 329 | Швецово                 | деревня                 | 1         | Мостовское сельское поселение    |
| 330 | Шеколово                | деревня                 | 0         | Глазковское сельское поселение   |
| 331 | Шиздерово               | деревня                 | 1         | Гусевское сельское поселение     |
| 332 | Шитики                  | деревня                 | 0         | Гришинское сельское поселение    |
| 333 | Шкалы                   | деревня                 | 33        | Гришинское сельское поселение    |
| 334 | Шмыки                   | деревня                 | 1         | Холмецкое сельское поселение     |
| 335 | Шоптово                 | деревня                 | 0         | Гусевское сельское поселение     |
| 336 | Шоптово                 | деревня                 | 0         | Холмецкое сельское поселение     |
| 337 | Шумиловка               | деревня                 | 1         | Глазковское сельское поселение   |
| 338 | Ягодино                 | деревня                 | 1         | Глазковское сельское поселение   |
| 339 | Ямное                   | деревня                 | 0         | Мостовское сельское поселение    |

### Упразднённые населённые пункты
- 2000 год — деревни Бакуши и Бородавки[30]

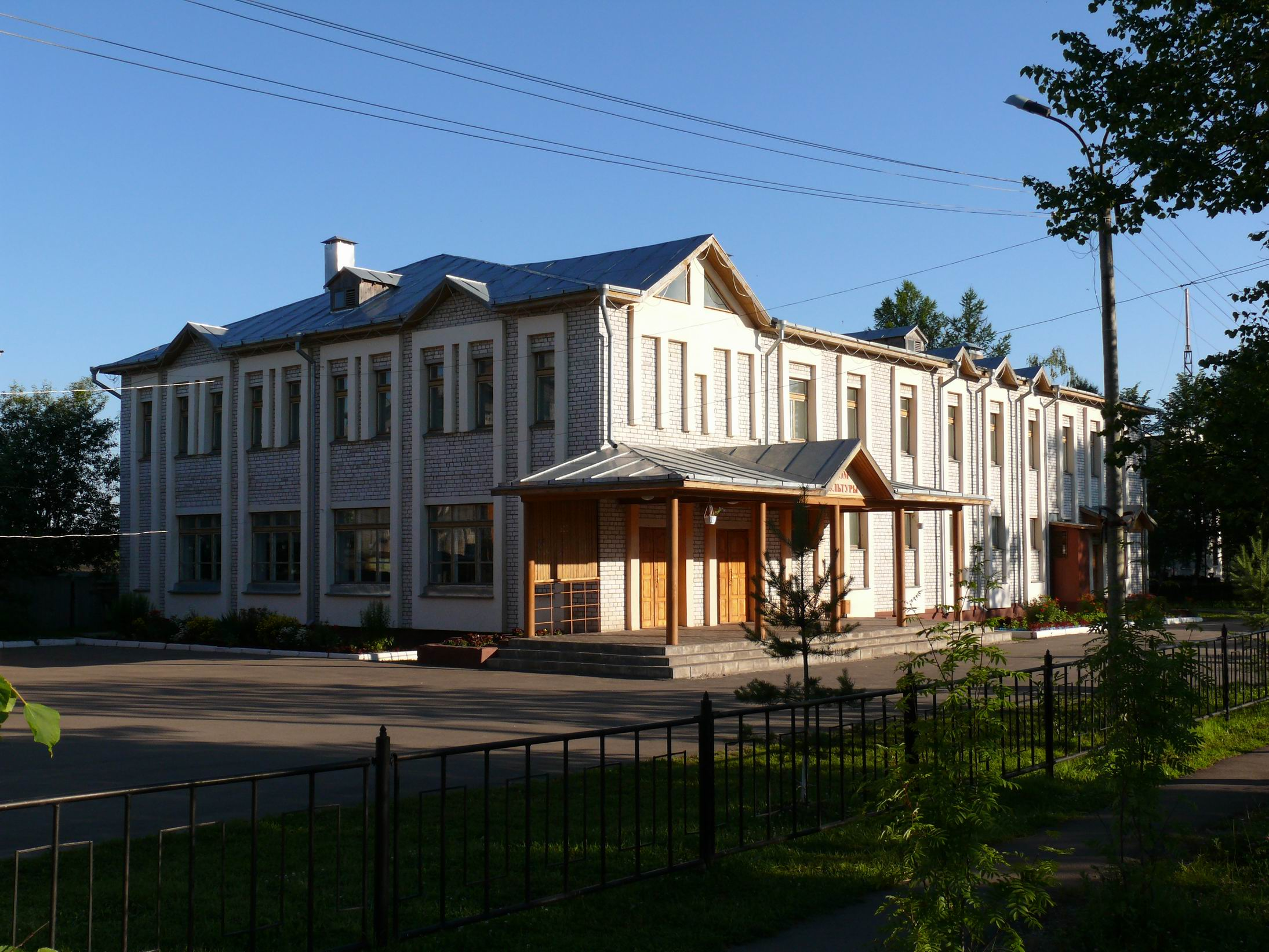
Оленинский районный Дом культуры

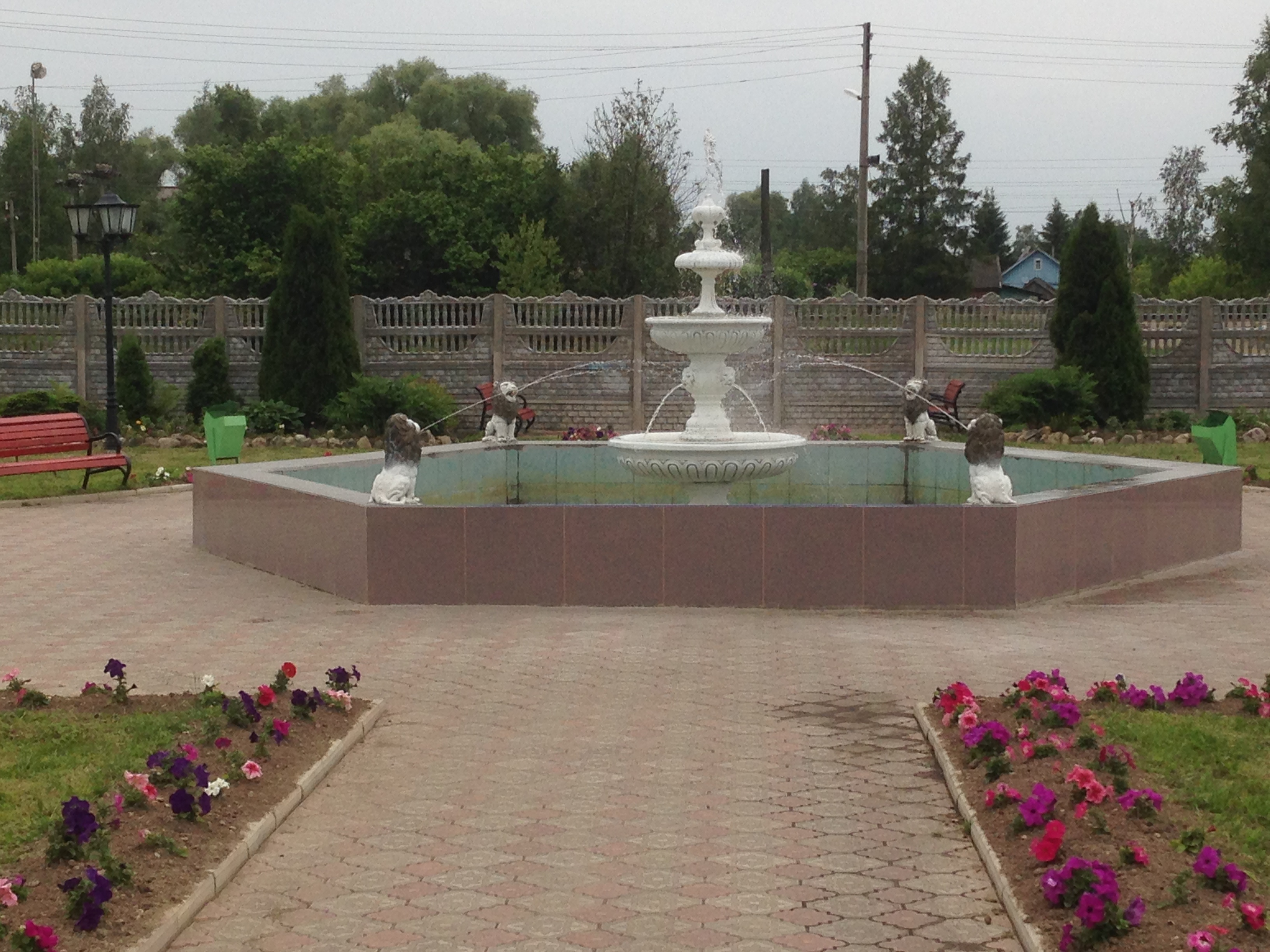
Площадь Возрождения в Оленино

## Экономика
Среди предприятий посёлка Оленино: Хлебокомбинат Облпотребсоюза, ЗАО «Экзот» (деревообработка), ООО «Любятино-2» (производство пеллет), и другие. Работают районные предприятия газо- и электроснабжения, Поселковое потребительское общество. В поселке Мирный, на базе бывшего Оленинского леспромхоза, действует ООО «Мостлес». Основные сельскохозяйственные предприятия района, по состоянию на 2016 год: СПК «Берёзка» (д. Холмина), ООО «Гусевское» (д. Гусево), СПК «Каденка» (д. Каденка).
Построен муниципальный рынок (2004), открылись магазины торговых сетей «Магнит» (2010) и «Пятерочка» (2018).
Транспорт: Автостанция Оленино, МУП «Оленинское ПАТП», Ж/д станция Оленино (Код 06450 Октябрьская дорога, Московское отделение).
Имеется отделение Сбербанка РФ с банкоматом (карты международных платежных систем, приём наличных).

## Социальная сфера
В Оленинском районе, по состоянию на 1.09.2019 г., работает 17 школ (4 средних, 13 основных). Базовая школа — МОУ Оленинская средняя общеобразовательная школа, была открыта 28 ноября 1911 года и первоначально была рассчитана на 4-х летний курс обучения. В 1917 году стала школой второй ступени, а в 1933 — средней школой. Впервые школа сделала свой выпуск в 1938 году.
В мае 2009 года усилиями администрации района в школе открыт новый информационный центр — с электронной библиотекой, современными компьютерами, беспроводным скоростным интернетом.
Работает МОУ Оленинская детская музыкальная школа.
В 2003 г. открыто новое здание Оленинского районного Дома культуры.
Работает Оленинская Центральная библиотечная система (с 1976 г.), объединяющая центральную районную библиотеку, детскую библиотеку, 24 сельских филиала.
В посёлке имеется собственная телестудия. Выпускается газета «Наша жизнь».
Действуют:
- Оленинская районная больница
- Социально-реабилитационный центр для несовершеннолетних Оленинского района
- Физкультурно-оздоровительный комплекс «Юность» (с 2004 г.)
- ГУ Тверской области «Центр занятости населения Оленинского района»

Имеется краеведческий музей (с 1998 г.). В 2023 году проведена масштабная реконструкция музея.

## Транспорт
По территории района проходят федеральная автомагистраль М9 «Балтия» Москва—Рига и железная дорога «Москва—Ржев—Великие Луки».

## Известные люди
- Николай Японский — святой равноапостольный Николай, архиепископ Японский, в миру Иван Дмитриевич Касаткин, родился 1(14) августа 1836 г. в Берёзовском погосте Бельского уезда Смоленской губ. (ныне д. Береза Мостовского сельского округа Оленинского района Тверской обл.). В 1911 г., когда исполнилось 50 лет миссионерской работы святителя Николая, было уже 266 общин Японской Православной Церкви, в состав которой входили 33017 православных мирян, 1 архиепископ, 1 епископ, 35 священников. Скончался 3(16) февраля 1912 г. на 76 году жизни. Русская Православная Церковь во главе с патриархом Алексием 10 апреля 1970 г. приняла решение о прославлении святителя Николая в чине святого с наименованием — равноапостольный. В Японии св. Николай до сих пор почитается как великий праведник и особый молитвенный предстатель перед Богом. В 2023 году на родине святого, в деревне Береза, ему был установлен памятник.
- Рачинский Сергей Александрович — родился 15 мая 1833 в селе Татево. Профессор Московского университета, ботаник и математик, в 1867 году, в связи со студенческими волнениями, вышел в отставку, в 1872 году вернулся в родовое село Татево. Строитель и учитель в первой в России сельской школы с общежитием для крестьянских детей. Выдающийся педагог и просветитель. Умер 2 (15 по н.с.) мая 1902 года и похоронен в Татево.
- Николай Петрович Богданов-Бельский — знаменитый русский художник, академик живописи, действительный член Академии художеств. Внебрачный сын батрачки, родился 8 декабря 1868 года в селе Шопотове (Шоптове), по другим источникам — в д. Шитики, учился в Татевской средней школе. Автор знаменитых картин «Устный счёт» (1896, Государственная Третьяковская галерея), «У дверей школы» (1897, Государственный Русский музей), изобразивших жизнь сельской школы и крестьянских детей. Умер 19 февраля 1945 года в Берлине (по официальным советским биографическим данным — в Латвийской ССР).
- Протоиерей Александр Петрович Васильев — духовник царской семьи и одним из виднейших пастырей-трезвенников. Родился 6 августа 1868 года в деревне Шопотове, осиротев, находился на попечении в школе соседнего села Татево. Расстрелян 5 сентября 1918 года в Петрограде.
- Крылов, Александр Петрович (1904—1981) — российский учёный, академик АН СССР, лауреат Ленинской и Государственной премий, автор систем разработки нефтяных месторождений. Родился в селе Татево Бельского уезда Смоленской губернии в семье священника.
- Орлов, Василий Семёнович — родился в 1890 году в Оленино, в двадцатые годы после демобилизации из РККА работал в Минске в хозяйственной части больницы, закончил Минский институт Народного Хозяйства, защитил диссертацию), при немцах работал в отделе детских учреждений Минского городского комиссариата в должности инспектора-методиста детских учреждений. С риском для собственной жизни спасал от гибели еврейских детей. Умер в декабре 1955 г. В конце 2005 г. комиссия института «Яд ва-Шем» (Израиль) посмертно присвоила Орлову почётное звание «Праведник Народов Мира».
- Богданов, Иван Лукьянович — инфекционист, доктор медицинских наук, член-корреспондент АМН СССР.
- Козлов, Сергей Олегович — Гвардии мл. сержант 6-й роты ВДВ 104 парашютно-десантного полка 76-й воздушно-десантной дивизии, родился 13.04.79 в п. Мирный. В ночь с 29 февраля на 1 марта 2000 года в числе других 90 бойцов в горах Чечни на высоте 776.0 вступил в бой с боевиками (в количестве до 2500 единиц) бандитского формирования Хаттаба. Похоронен в п. Оленино, Тверской области. Награждён орденом Мужества.
- Синев, Николай Михайлович (10 декабря 1906 — 4 сентября 1991) — д-р техн. наук (1956), проф. (1966), засл. деятель науки и техники РСФСР. В 1941 — зам. гл. конструктора по танкостроению. 1948-61 — нач. ОКБ на Кировском з-де. В 1961-91 — зам. пред. гос. к-та СССР по использованию атомной энергии в мирных условиях. Сталинские и Гос. пр. (1943, 1951, 1953, 1967).
- Никонов, Тит — русский художник, портретист, ученик школы Рачинского до весны 1882 года, затем был устроен в иконописную мастерскую при Троице-Сергиевой лавре. Окончил школу художеств.
- Петерсон, Иван — русский художник, ученик Рачинского до весны 1882 года, затем был устроен в иконописную мастерскую при Троице-Сергиевой лавре
- Троицкий, Олег Иванович — Глава города Долгопрудного. Родился 1.01.1957 года в с. Холмец Оленинского района. С 1975 по 1977 год служил в рядах Советской армии. В 1984 году окончил Московский горный институт.
- Басов, Владимир Константинович. Глава Великолукского района Псковской области. Родился 6.05.1954 года в д. Истопки Оленинского района. В 1976 году окончил Великолукский государственный сельскохозяйственный институт.
- Жук, Дмитрий Александрович (25.02.1968 — 28.12.2013). Один из самых известных активистов российского поискового движения. Руководитель Оленинского поискового отряда и ОРОО "Военно-исторический поисковый центр «Орёл» (2000—2013). Под его руководством обнаружены и с почестями захоронены остатки тысяч советских солдат, считавшихся пропавшими без вести. Внес большой вклад в увековечение памяти воинов 100 и 101 казахстанских стрелковых бригад, воевавших в Оленинском районе, за что был награждён орденом «Достык» Республики Казахстан. Трагически погиб.
- Талуев, Николай Григорьевич, родился 2 мая 1920 года в Молодом Туде. Выпускник Ржевского педагогического техникума. С августа 1939 по февраль 1940-го учительствовал в азановской неполной средней школе Молодотудского района. 22 июня 1941 года лейтенант Талуев уже был на фронте. Воевал в составе 18-й армии, попал в окружение, продолжал борьбу во вражеском тылу. Входил в состав взрослых подпольщиков г. Краснодона. Расстрелян у шурфа шахты № 5. Похоронен в братской могиле героев «Молодой гвардии» в центре Краснодона.

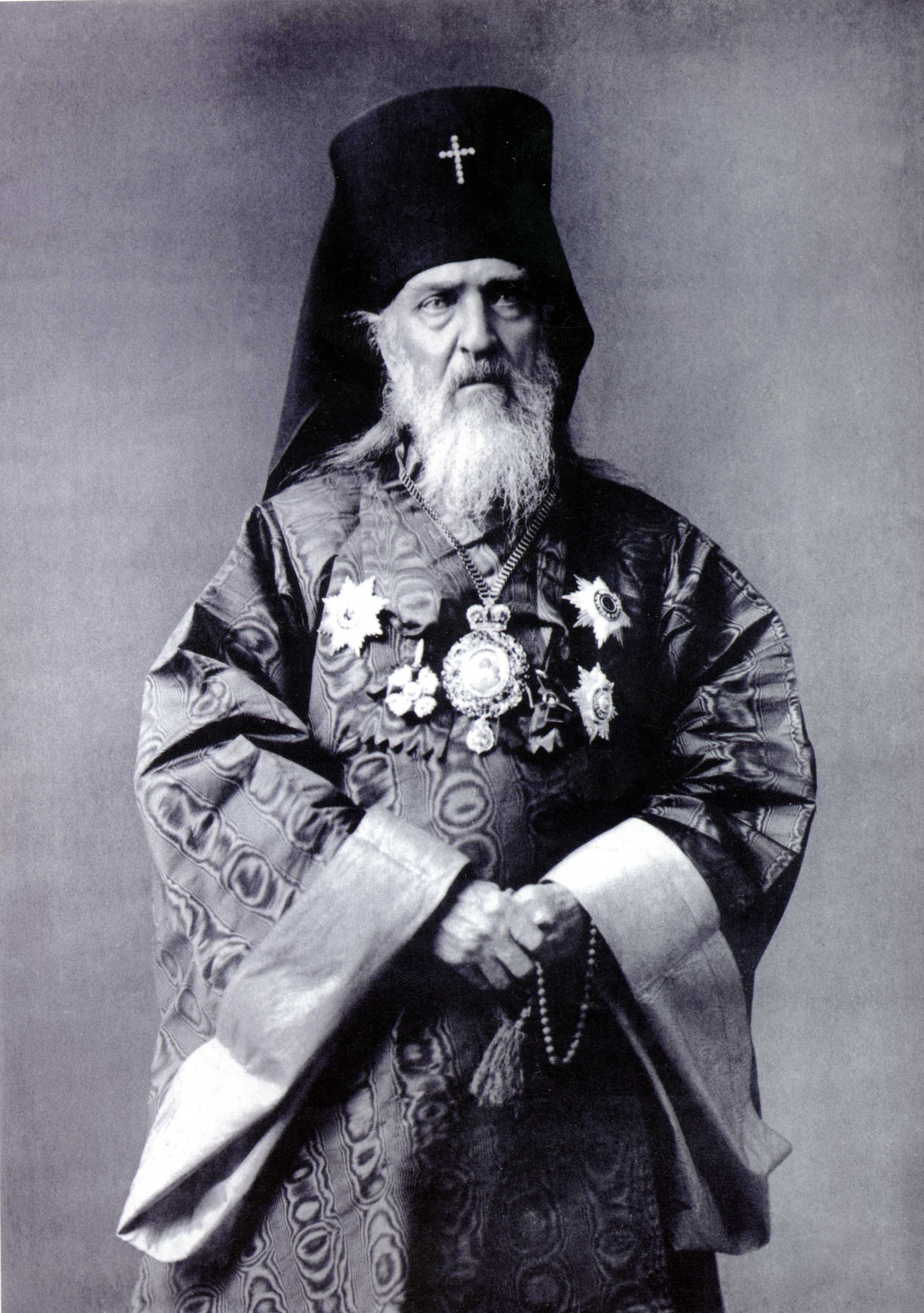
Николай Японский

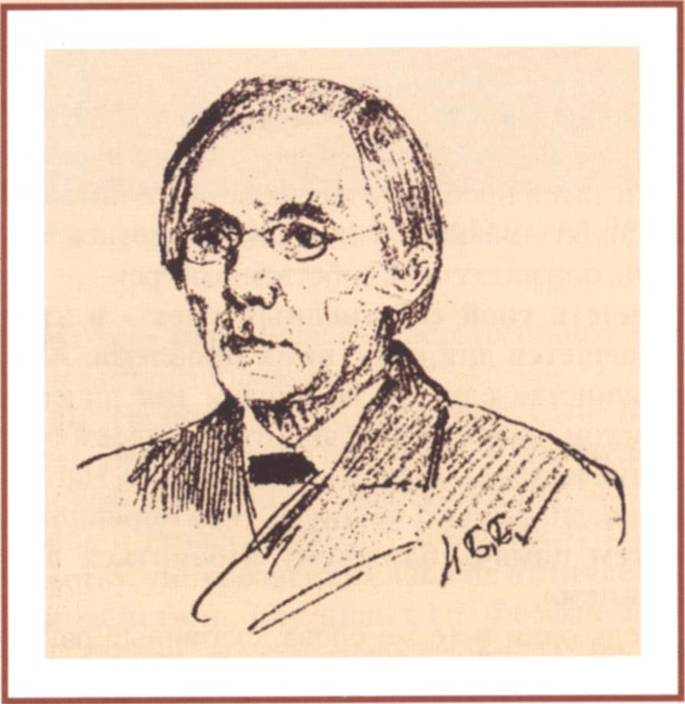
С. А. Рачинский

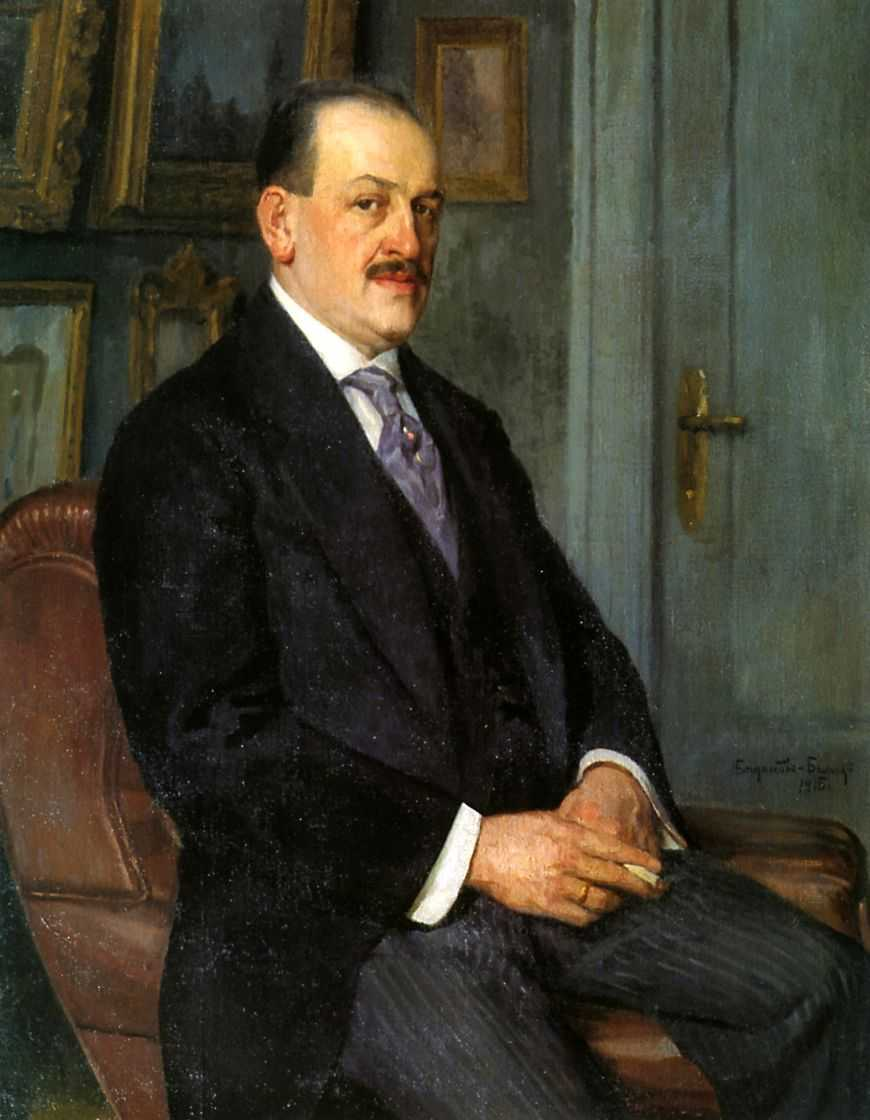
Н. П. Богданов-Бельский

### Земляки — военачальники
- Белов, Михаил Иванович (род. 1 января 1951 года) — начальник Тамбовского Высшего Военного Командное Краснознамённое Училища Химической Защиты имени Подвойского, проживает в Тамбове, Генерал-майор, ликвидатор аварии на Чернобыльской АЭС
- Демидов, Александр Афанасьевич (1894—1981), командир 181-й истребительной авиационной дивизии, генерал-майор авиации (1940), родился в с. Кучино.
- Макаров, Фёдор Алексеевич (1901—1989) — командир 69-й стрелковой Севской дважды Краснознамённой орденов Суворова дивизии, генерал-майор (1944), родился в д. Дубовик.
- Пронин, Николай Нилович (1895—1967), командир дивизии народного ополчения (1941), командующий 34-й армией, генерал-лейтенант (1944), родился в д. Берёза.
- Скрыдлов, Николай Илларионович — адмирал, командующий Черноморским флотом, герой Русско-турецкой войны 1877—1878 гг., похоронен в родовом поместье Спас-Берёза.
- Шугинин, Александр Михайлович (1901—1970), начальник штаба ВВС КБФ, генерал-лейтенант авиации (1944), родился в д. Карская.

### Герои Советского Союза1941—1945 гг., уроженцы Оленинского района
- Белов, Николай Максимович (1922—1980) — родился в деревне Болды.
- Борисов, Михаил Алексеевич (1919—1943) — родился в деревне Ройкино.
- Виноградов, Пётр Ильич (1924—2002) — родился в деревне Петровские Гари.
- Гвоздев, Иван Владимирович (1908—1938) — родился в деревне Колошино.
- Кузнецов, Василий Михайлович — родился в деревне Кострица.
- Кузьмин, Михаил Александрович — родился в деревне Бортники.
- Мамкин, Павел Степанович — родился в деревне Бурцево.
- Северов, Тимофей Петрович — родился в деревне Кобыльница.
- Струков, Иван Михайлович (1912—1961) — родился в деревне Двойни.
- Фильченков, Сергей Яковлевич (1915—1965) — родился в деревне Большие Воробьи.
- Фроленков, Андрей Григорьевич (1904—1965) — родился в деревне Гренково.
- Щеглов, Афанасий Фёдорович (1912—1995) — родился в деревне Михали.
- Юрьев, Михаил Макарович (1918—1993) — родился в селе Мостище.

## Достопримечательности
В районе сохранились:
- руины усадьбы-дворца помещиков Рачинских в Татево (взорвана и расхищена немецкими войсками при отступлении)
- руины усадьбы Дугино Паниных — Мещерских
- Троицкая церковь[где?] (1880)
- знаменитая Татевская средняя школа им. С. А. Рачинского (ныне действующая) в селе Татево
- Софийская церковь (1895) в деревне Новосёлки
- бывшая усадьба помещика Ромейко (XIX век) в селе Молодой Туд

В селе Татево похоронена первая жена старшего сына Льва Толстого Мария (Маня) Константиновна Рачинская (12.10.1865 — 15.07.1900) Данные приведены по новому стилю.
Постановлением СМ РСФСР от 4 декабря 1974 г. № 624 в список охраняемых памятников культуры государственного значения были включены следующие памятники в Оленинском районе:
- Усадьба села Татево,
  - Главный дом с флигелями (конец XVIII — начало XIX вв.)
  - Церковь (2 пол. XVIII — 2 пол. XIX вв.)
  - Парк с редкими породами деревьев (конец XIX в.)

## Галерея

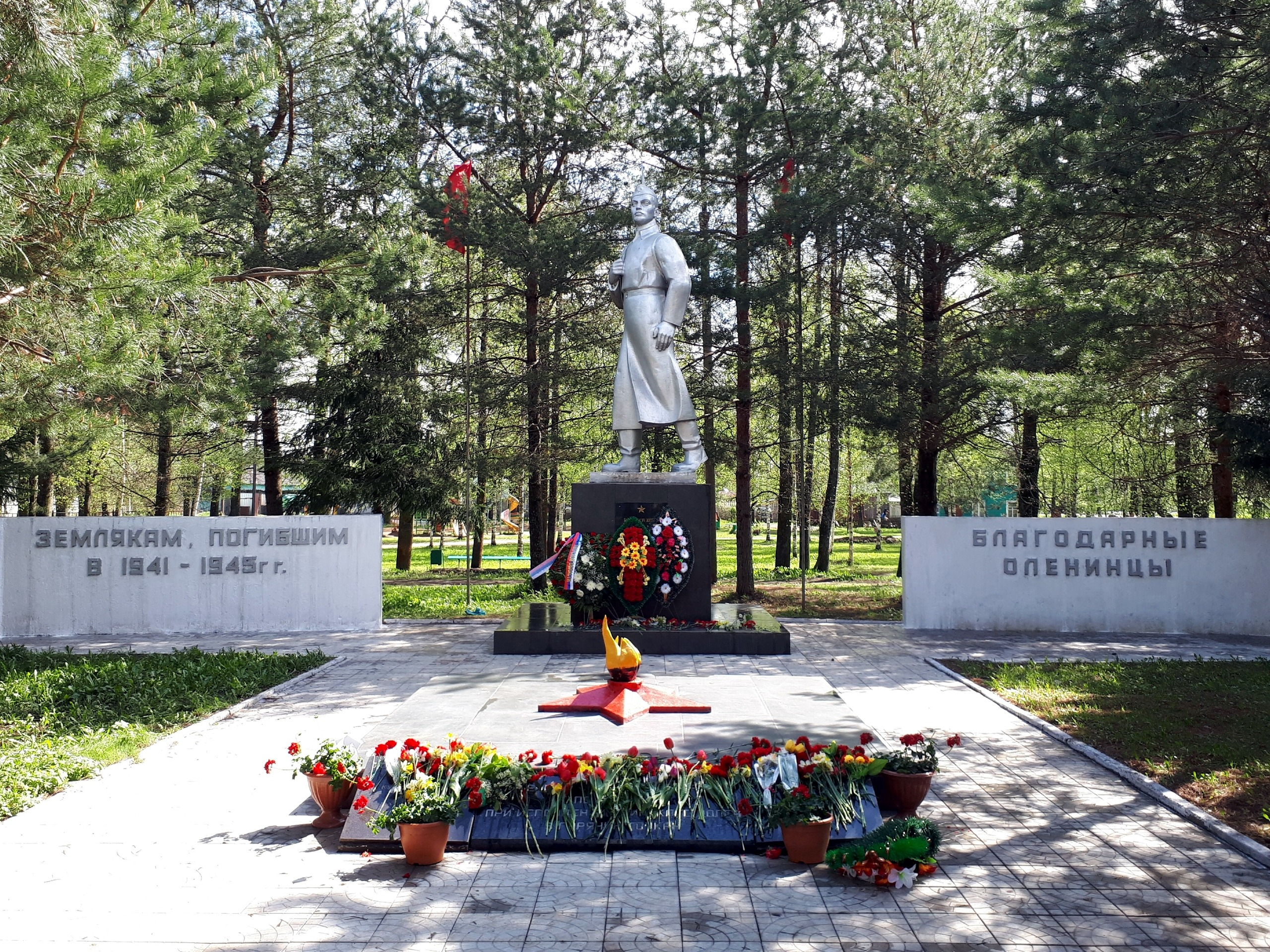
Оленино. Площадь Победы.
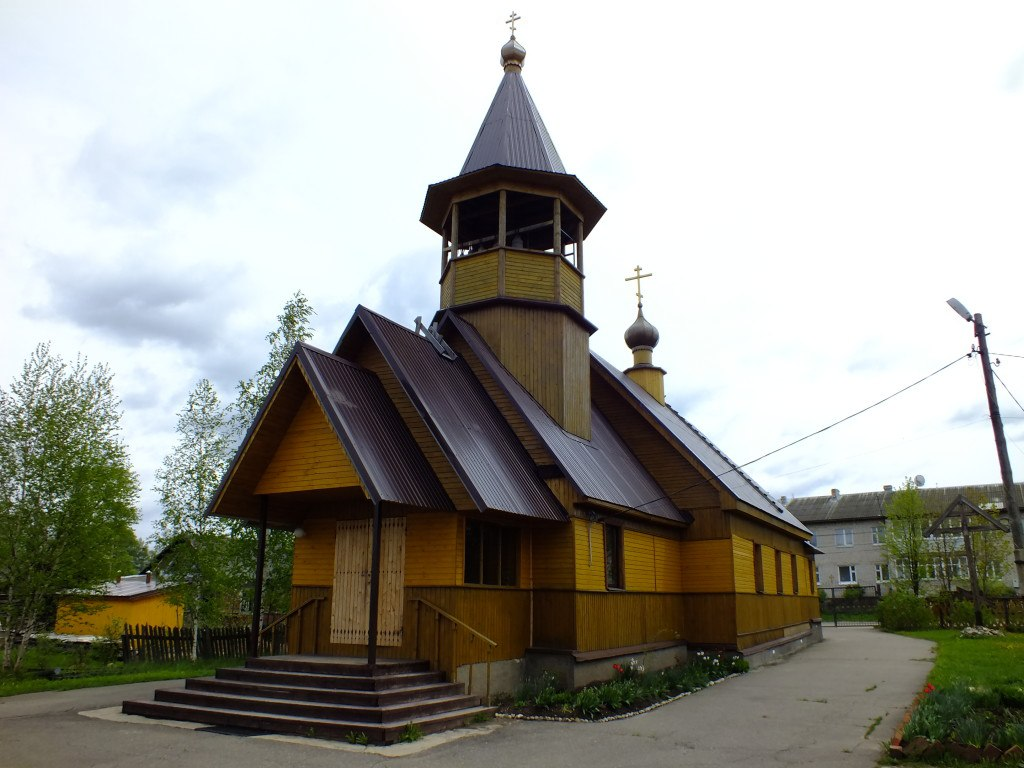
Храм Новомучеников и Исповедников Российских. Оленино (построен в 1997 году).
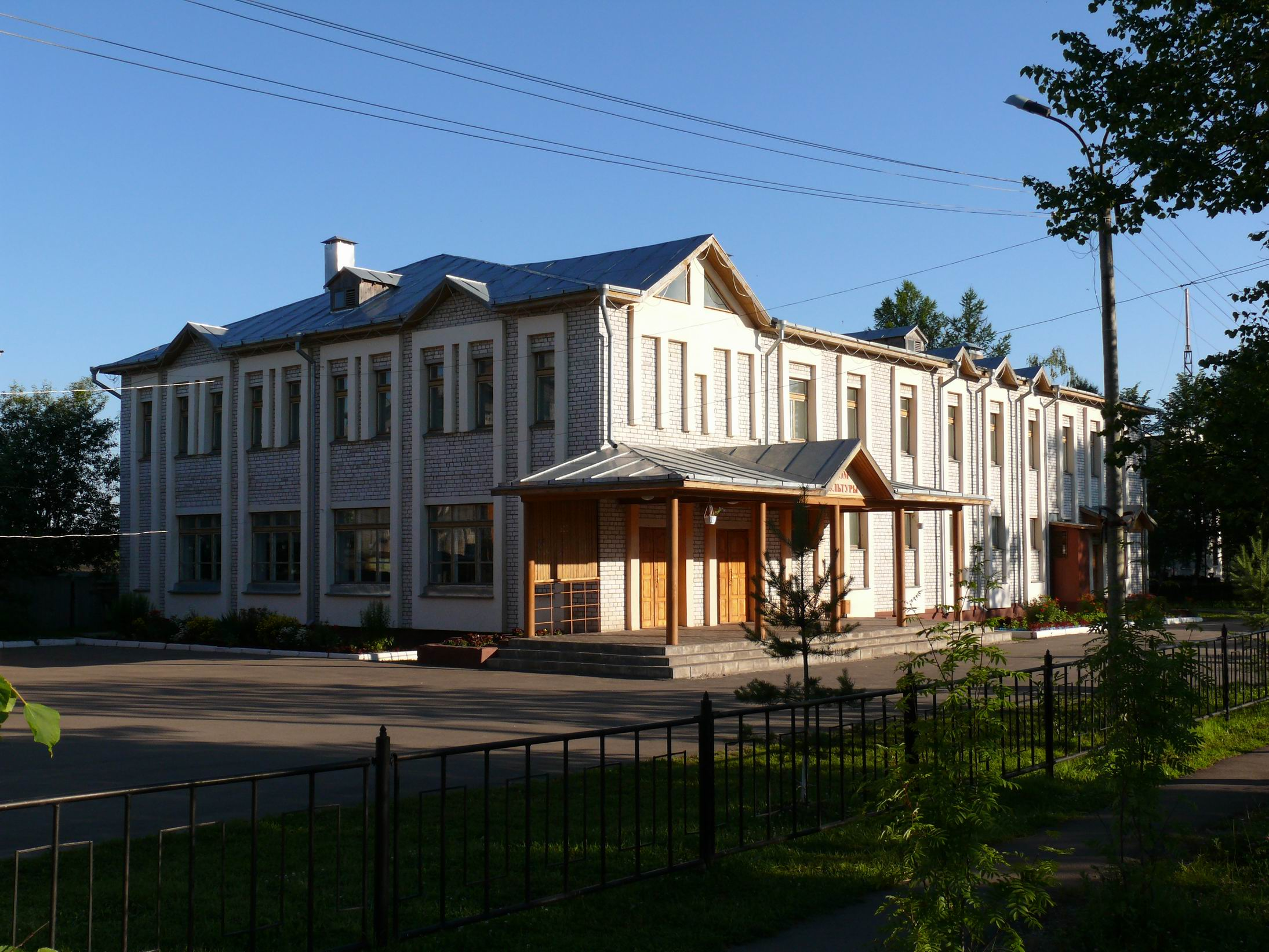
Дом культуры в Оленино (построен в 2003 году)
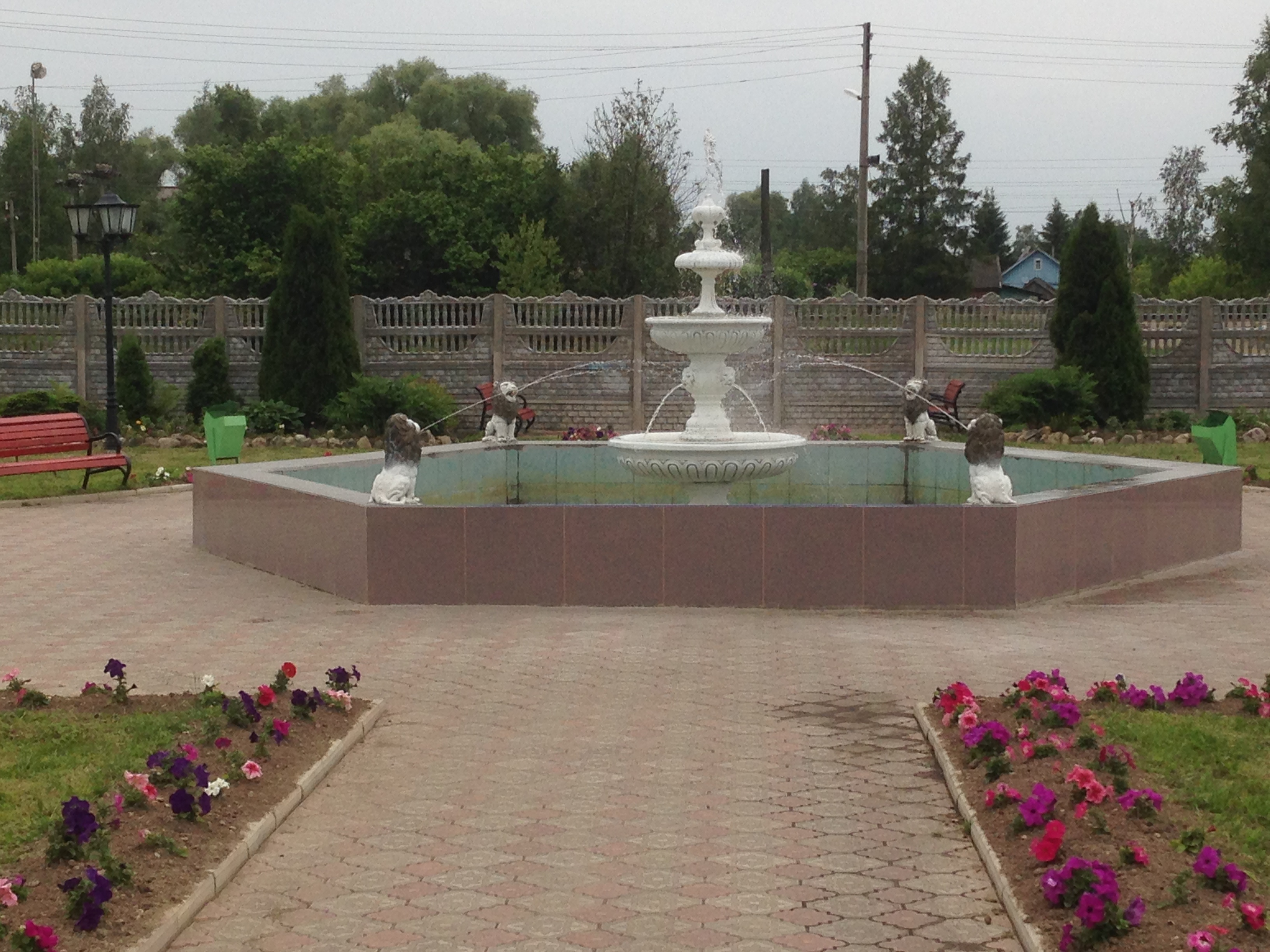
Оленино. Площадь Возрождения (обустроена в 2006 году).
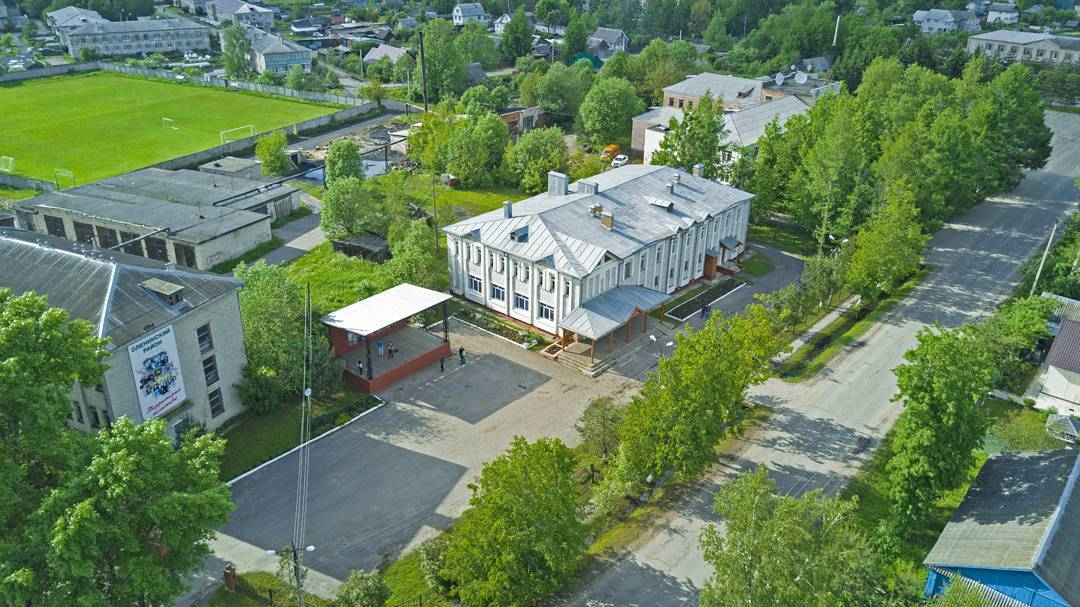
Оленино. Центр.
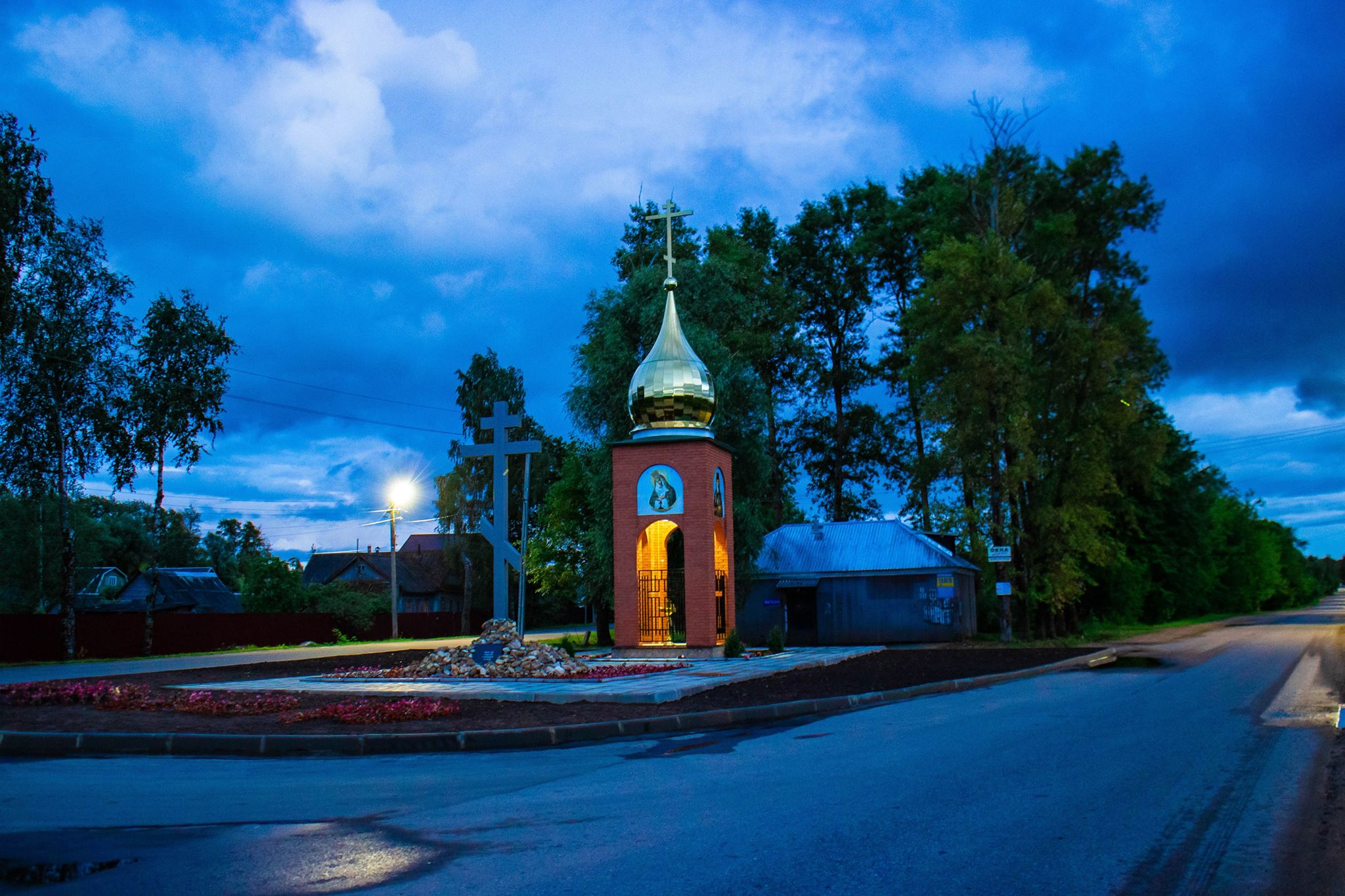
Оленино. Часовня Св. Георгия Победоносца.
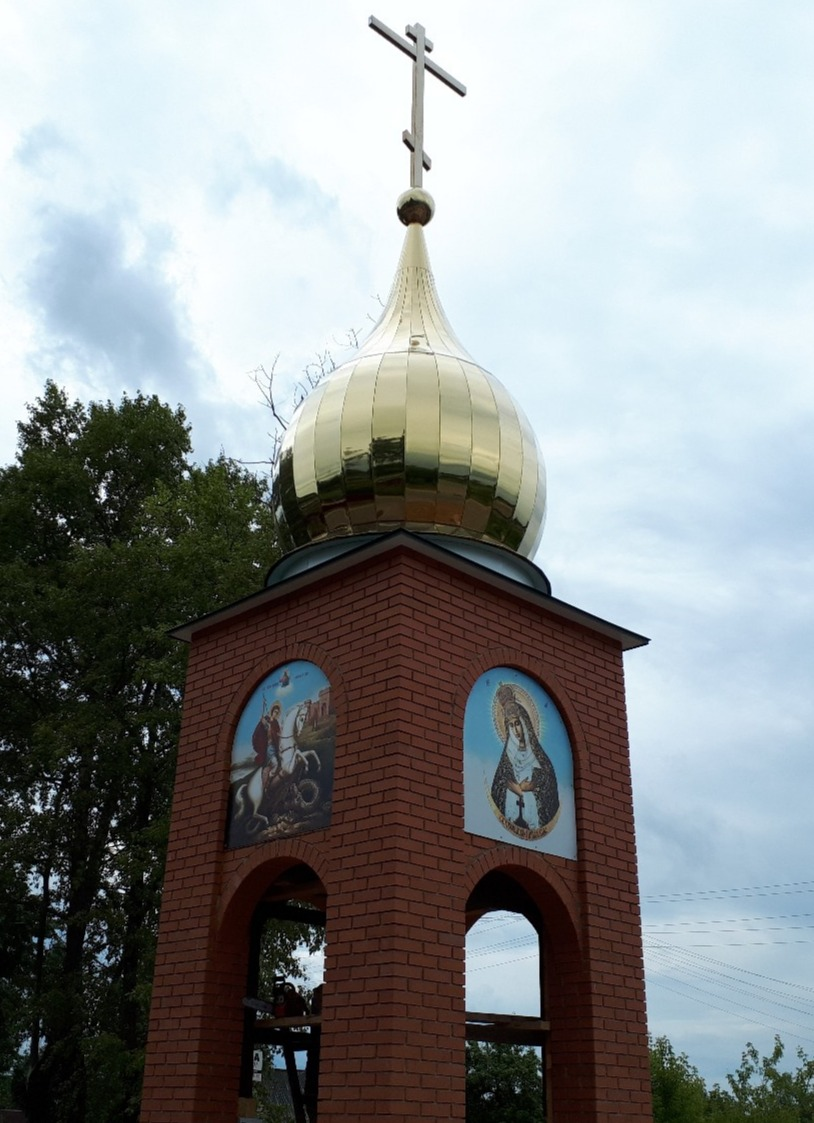
Оленино. Часовня Св. Георгия Победоносца (построена в 2019 году).
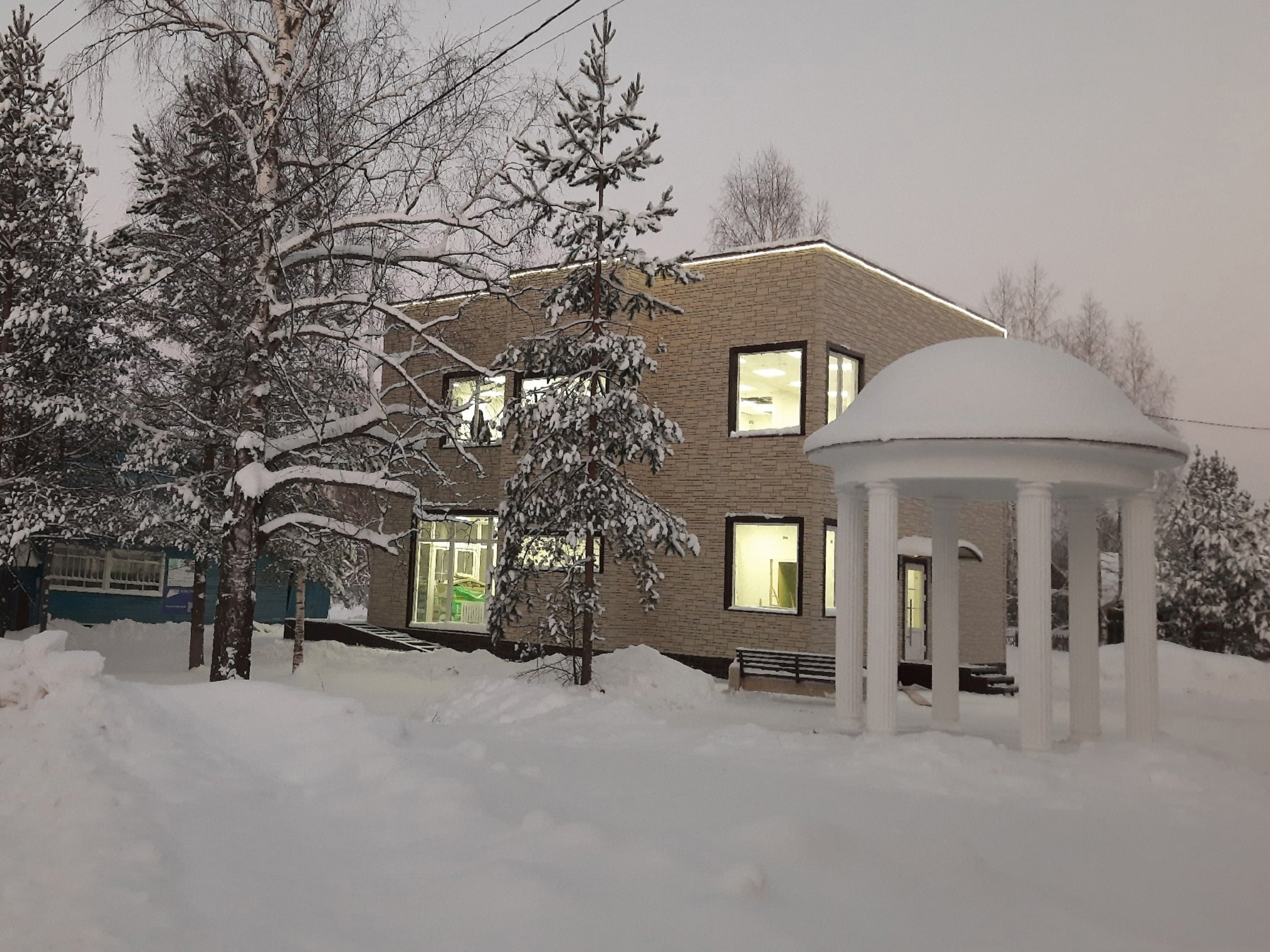
Новое здание Оленинского муниципального музея (реконструирован в 2023 году).
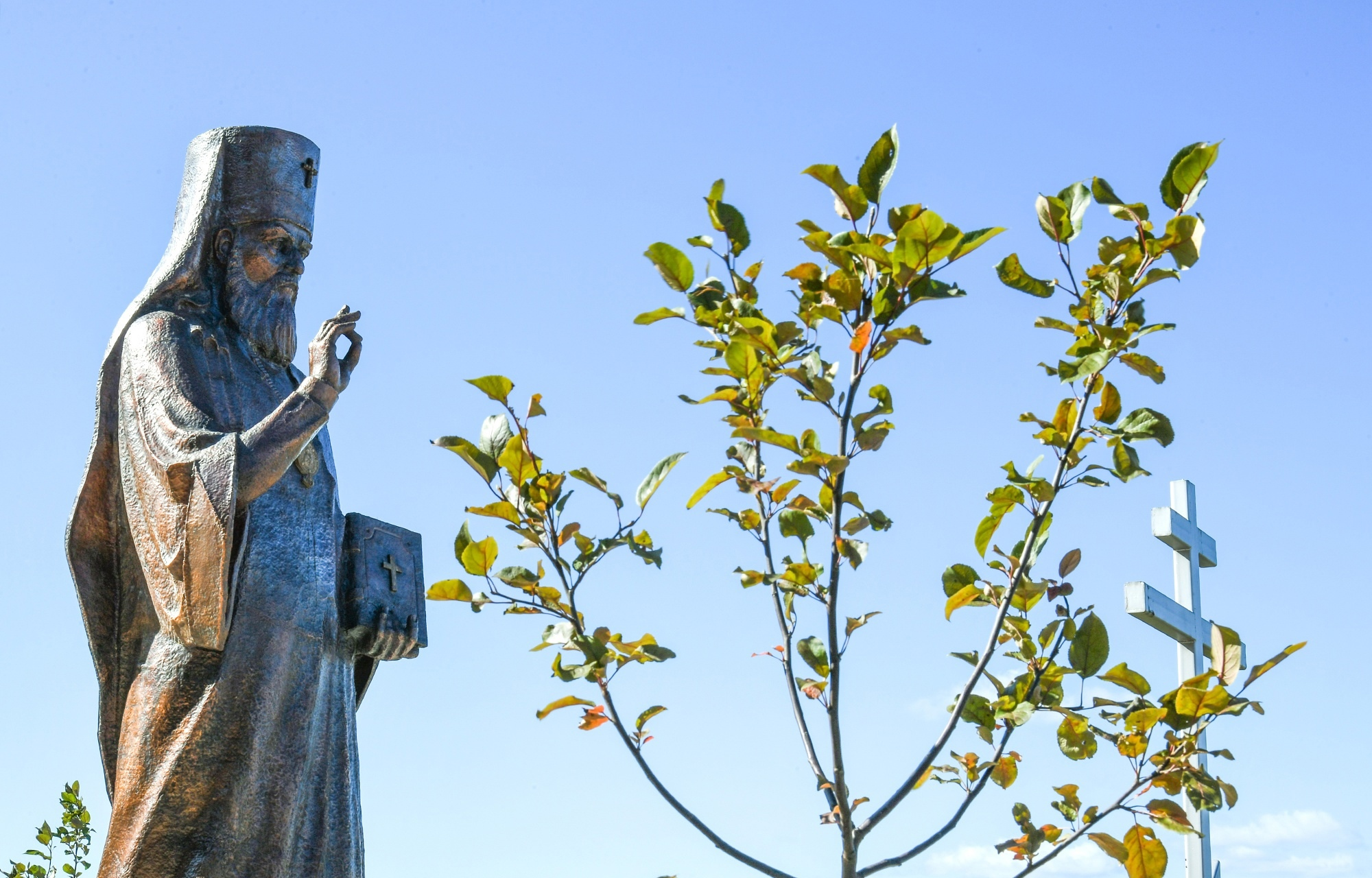
Памятник Николаю Японскому в деревне Береза (установлен в 2023 году)
Памятник А.Г. Олениной в поселке Оленино, 2024
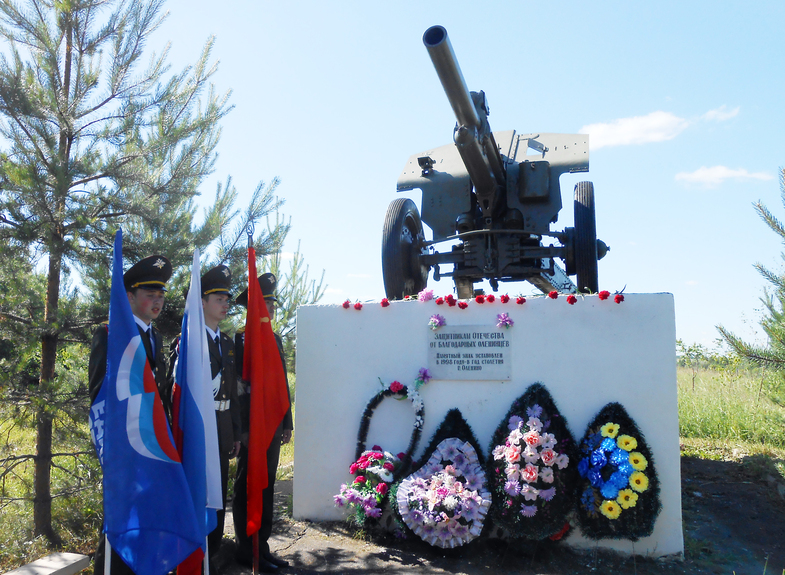
Оленино. Пушка на въезде в поселок, установленная в память о Великой Отечественной войне к 100-летию поселка (1998).
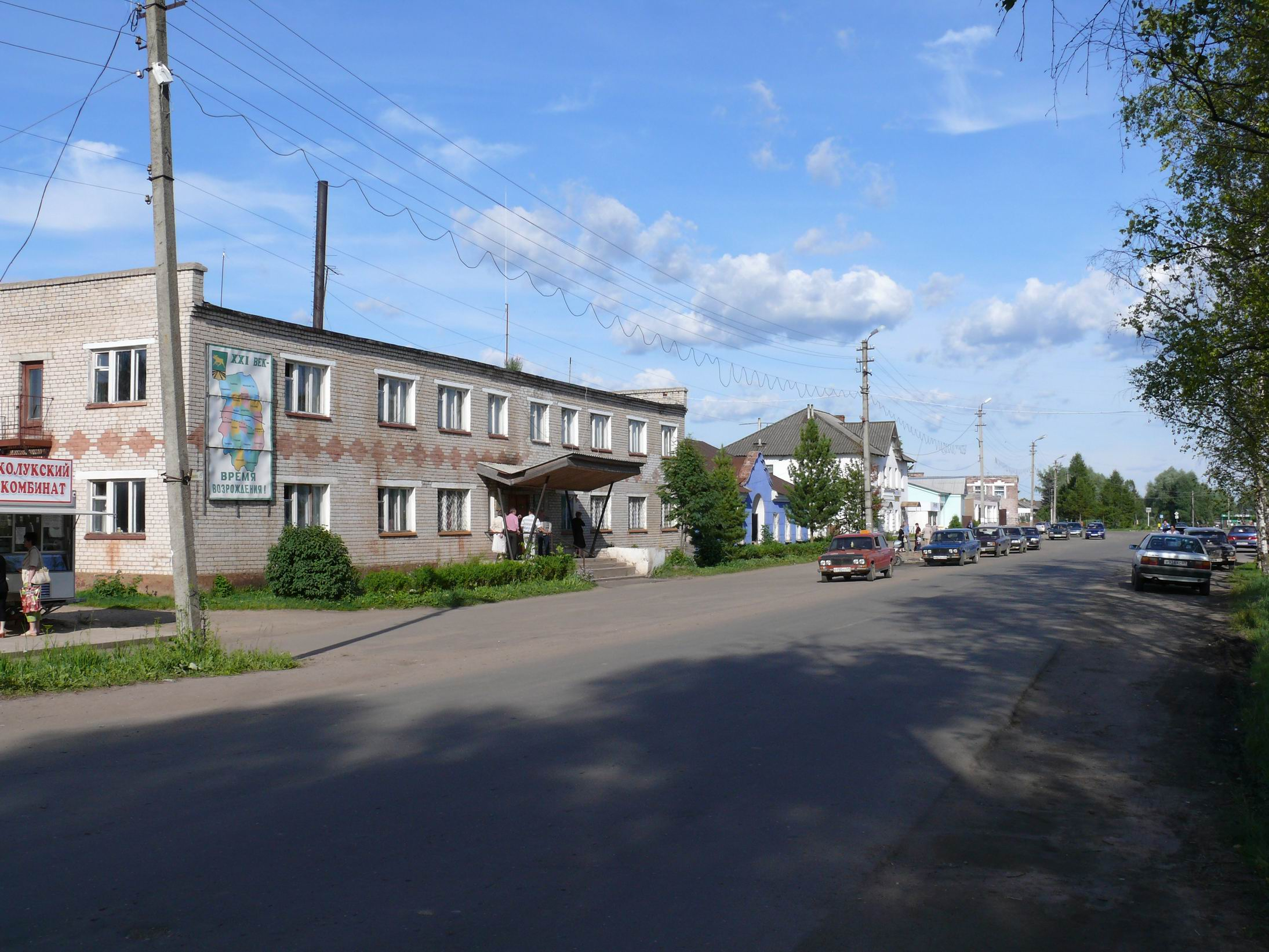
Гостиница "Колос" на улице Кузьмина, 15
В память о посещении станции Оленино В.И. Лениным в 1920 году
Спортивно-оздоровительный комплекс "Юность" в Оленино (построен в 2004 году)
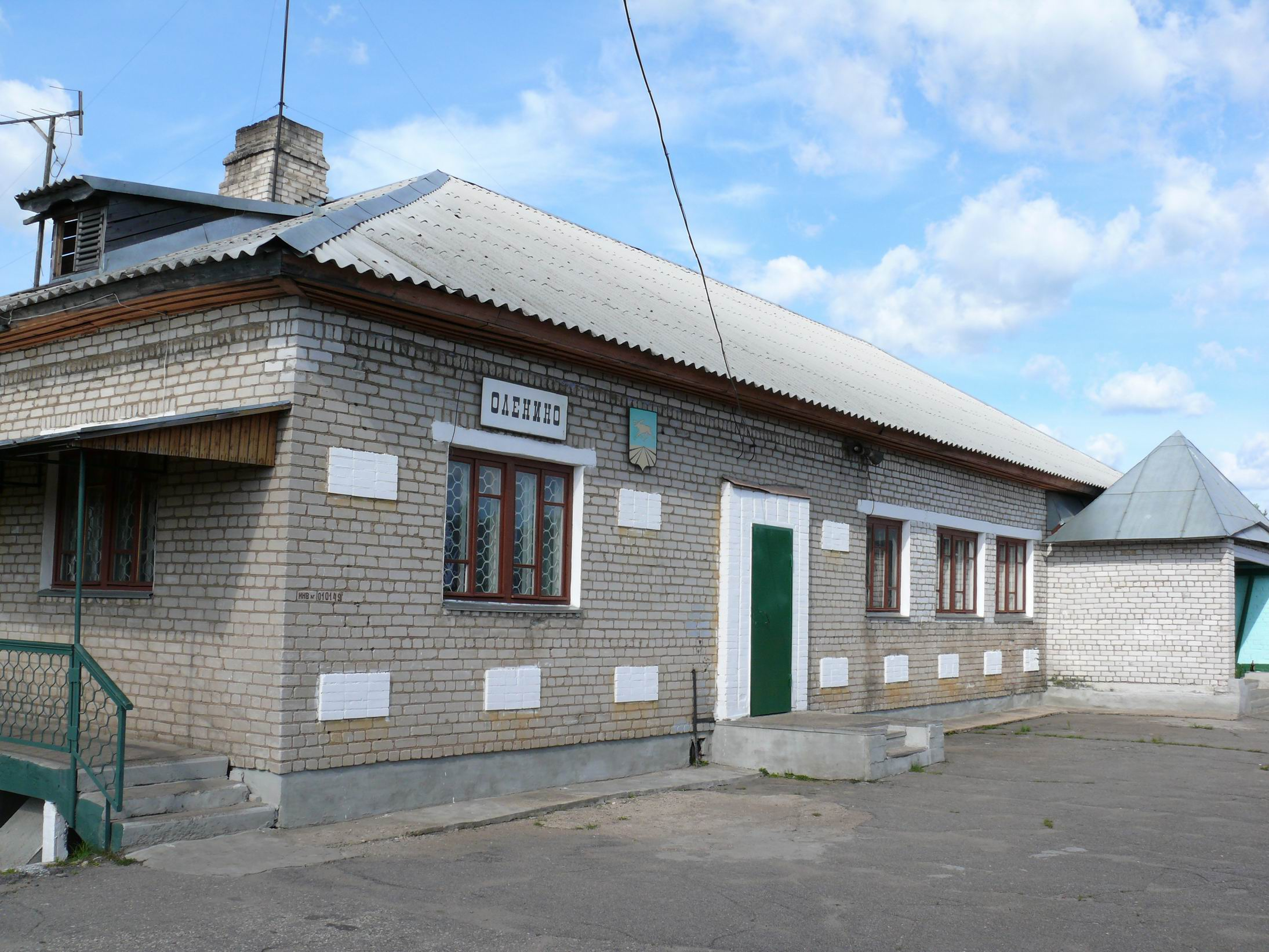
Железнодорожная станция Оленино
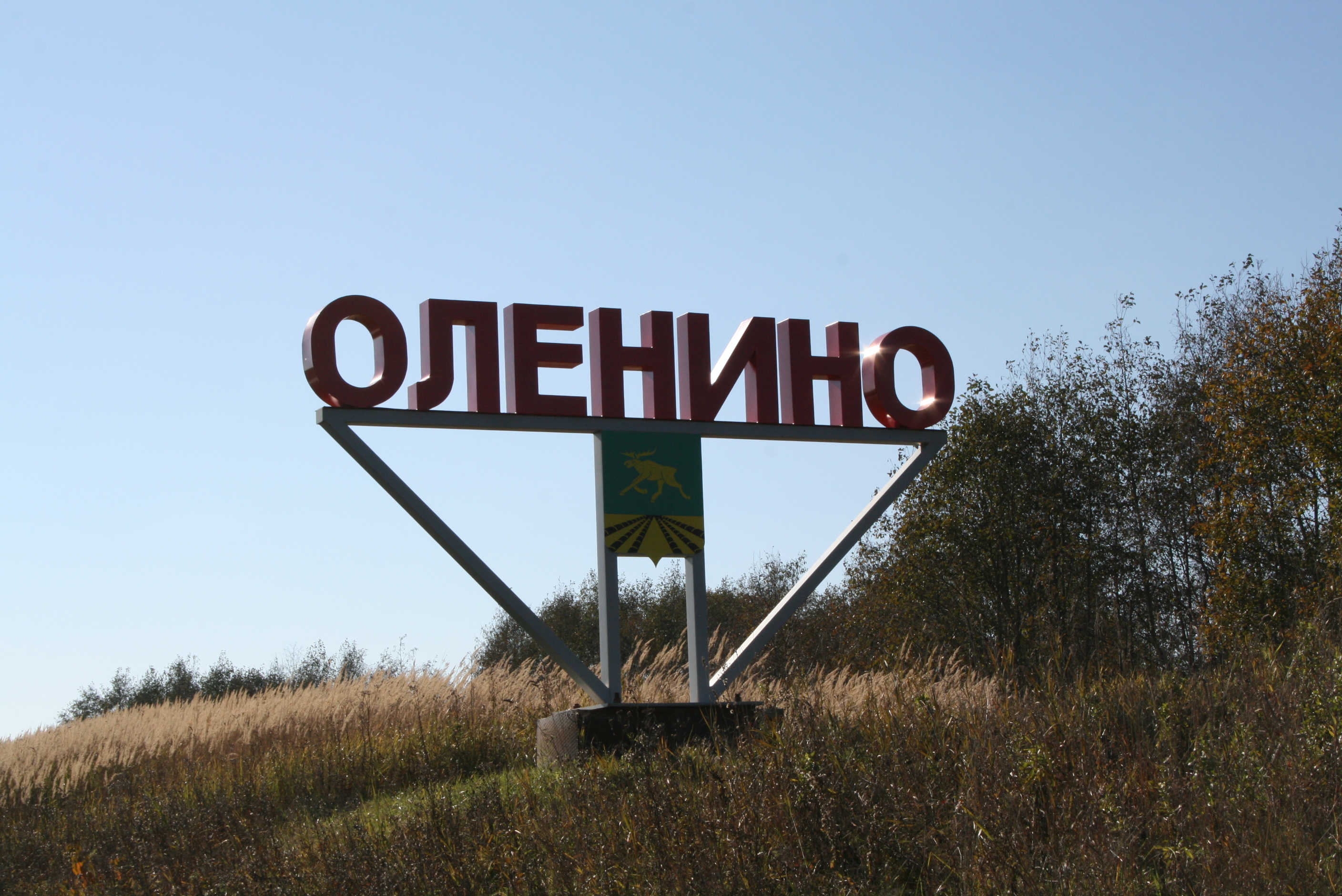
Въездной знак в Оленино.
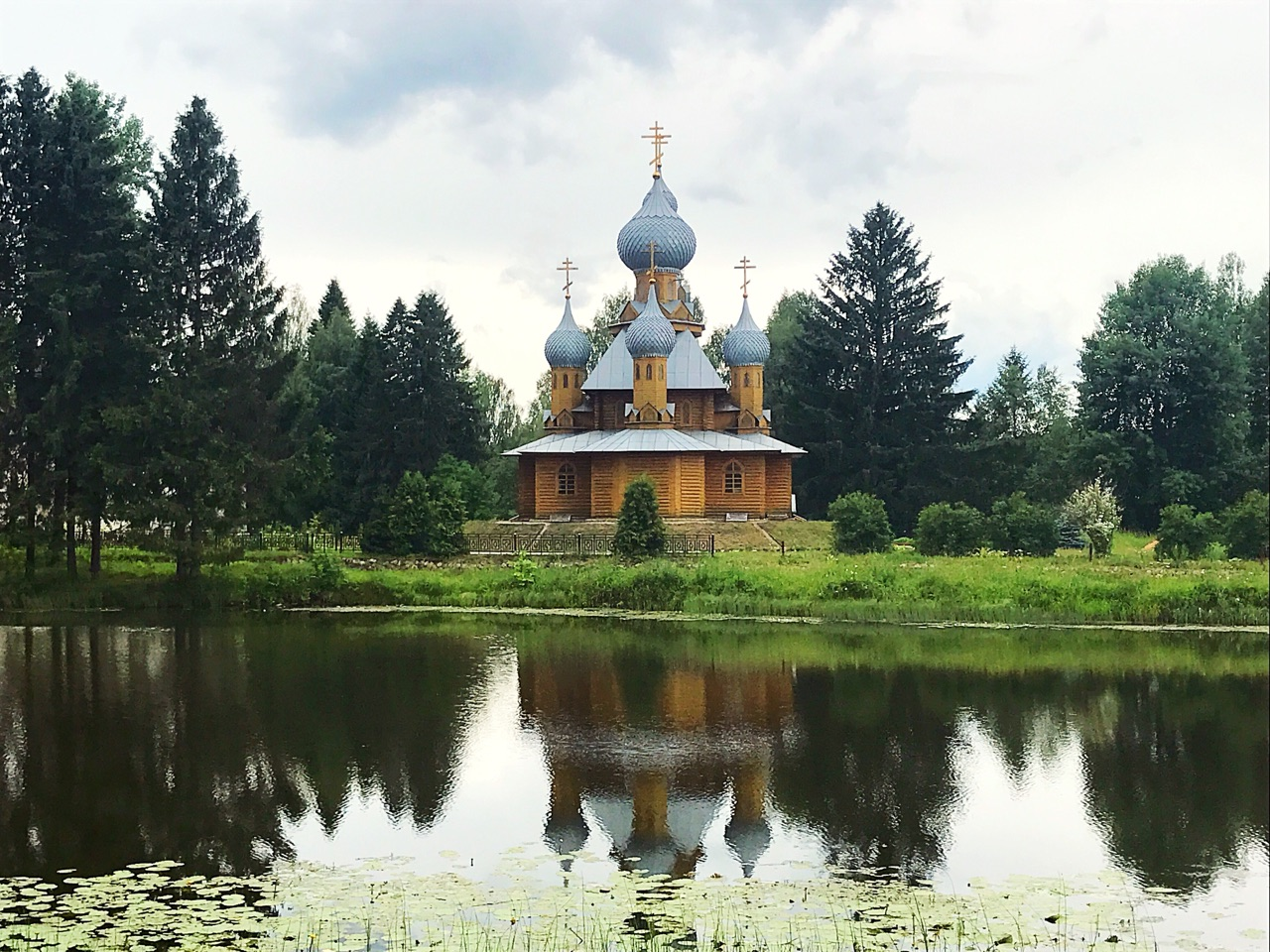
Оленинский район. Храм Святого Равноапостольного Николая Японского в поселке Мирный (построен в 2003 году).
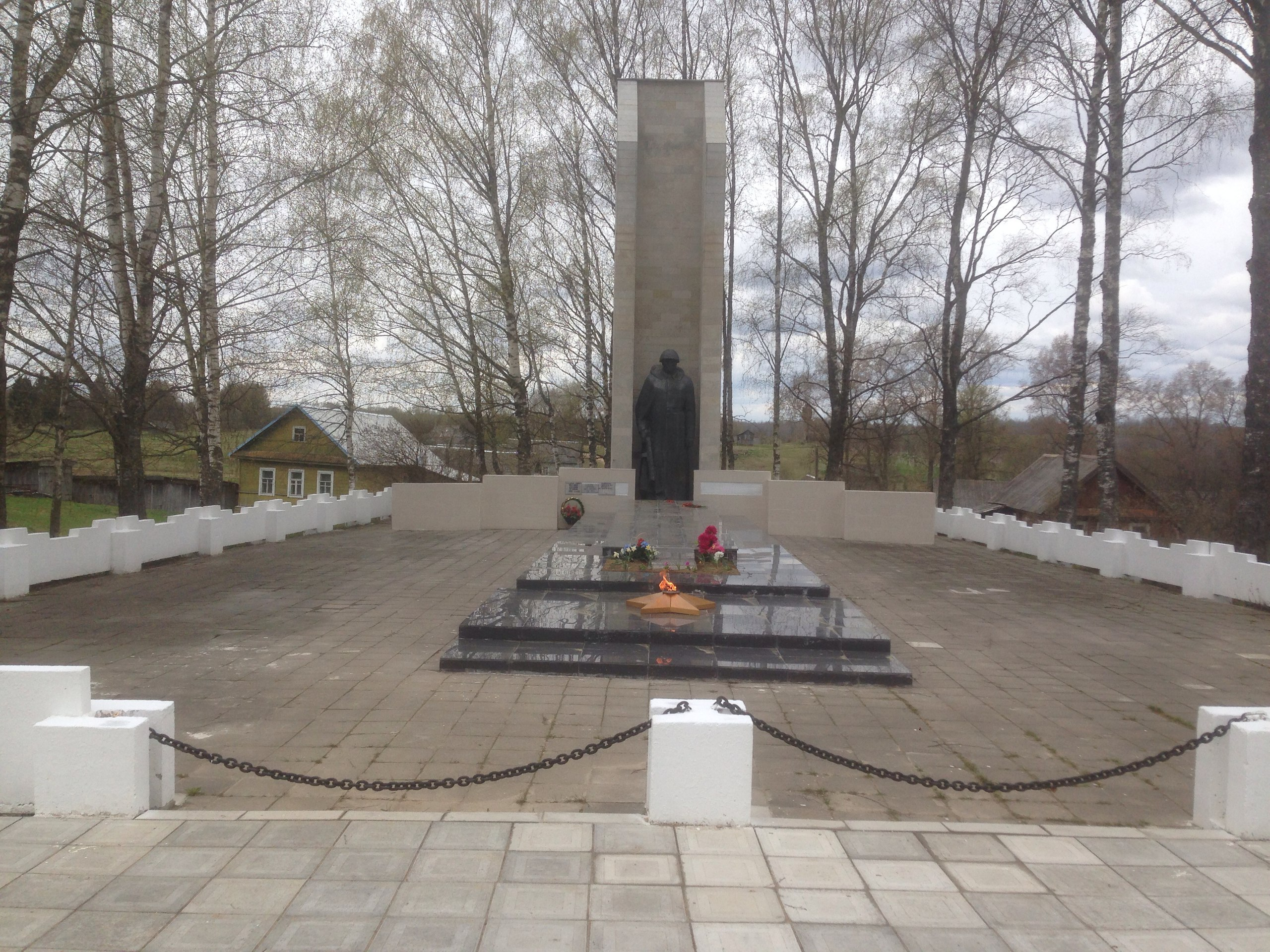
Оленинский район. Мемориал воинам 158 стрелковой дивизии в с. Холмец
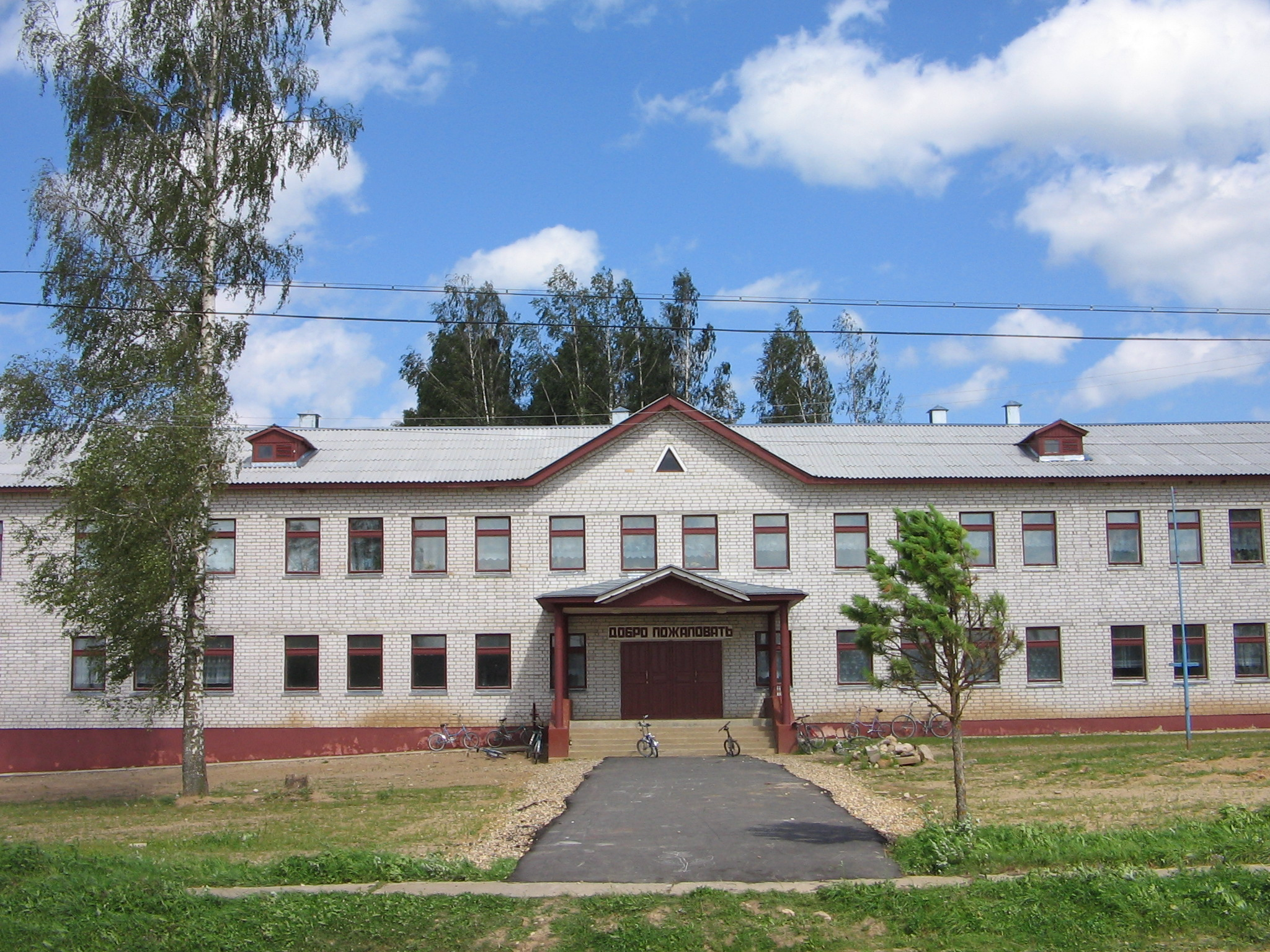
Оленинский район. Школа в с. Холмец (построена в 2004 году).
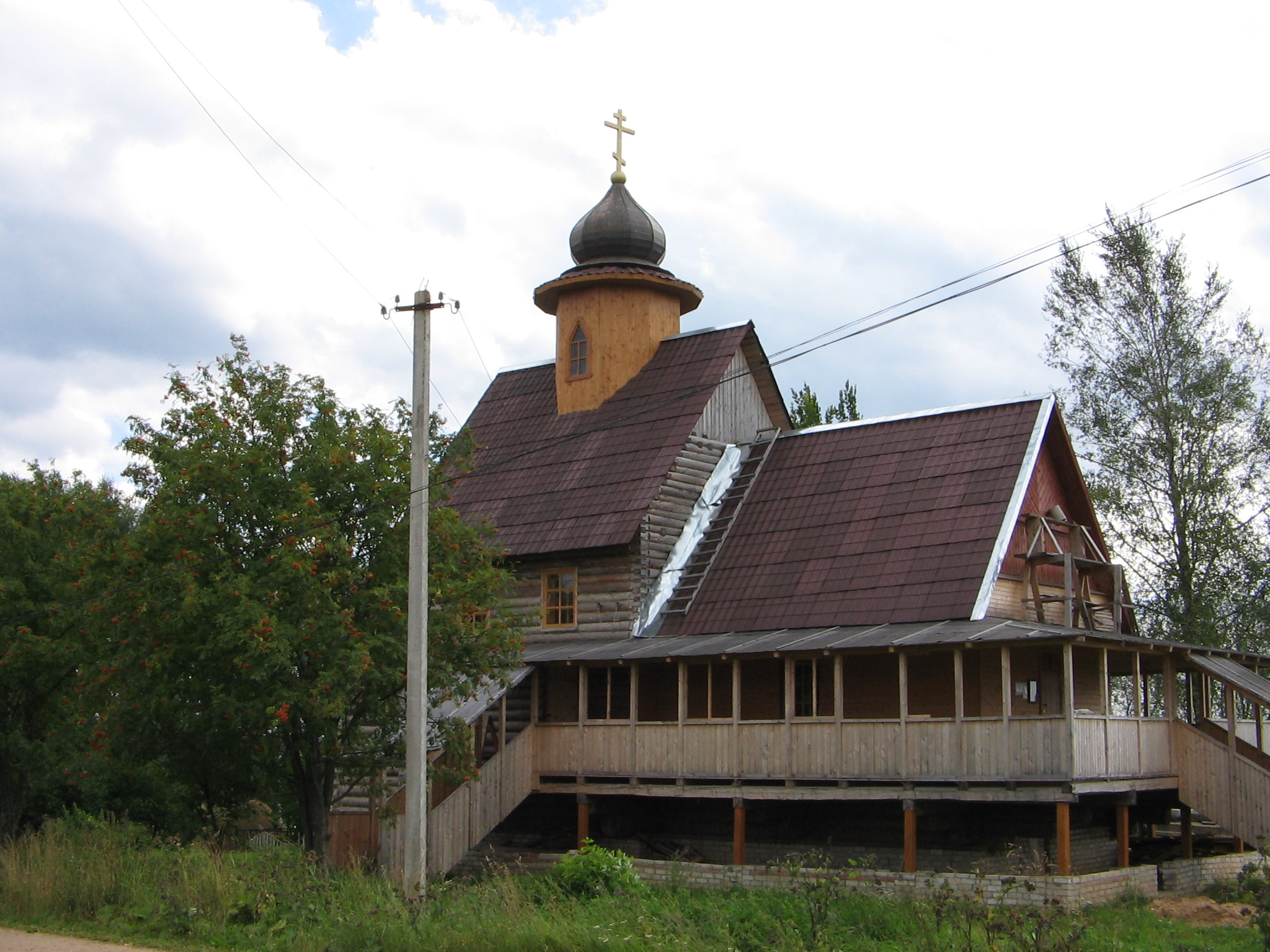
Оленинский район. Церковь в с. Молодой Туд (построена в 2003 году).